# Skandinávská obrana
Skandinávská obrana 1.e4 d5 (kód podle Encyklopedie šachových zahájení: B01) je šachové zahájení, patřící mezi polootevřené hry, které bylo dříve analyzováno dánskými a švédskými mistry.
Zahájení bylo dlouho považována za špatné a objevovalo se na turnajích zřídka.
V roce 1995 v zápase o titul mistra světa PCA použil Anand Skandinávskou v partii s Kasparovem a tím ho překvapil a získal dobrou hru. Kasparov tehdy přiznal, že této obraně nevěnoval ve své přípravě dostatečnou pozornost. Od té doby se Skandinávská obrana začala objevovat častěji a dnes je považována za jedno z plnohodnotných zahájení v šachové teorii.

## Varianty
2.exd5 nejlepší pokračování
- 2.e5 c5 a černý dosáhne pohodlné hry
- 2.Jc3 je přechod do 1.Jc3 A00

### 2...Jf6
|   | a | b | c | d | e | f | g | h |   |
| 8 | a8 černý věž · b8 černý jezdec · c8 černý střelec · d8 černý dáma · e8 černý král · f8 černý střelec · h8 černý věž · a7 černý pěšec · b7 černý pěšec · c7 černý pěšec · e7 černý pěšec · f7 černý pěšec · g7 černý pěšec · h7 černý pěšec · f6 černý jezdec · d5 bílý pěšec · a2 bílý pěšec · b2 bílý pěšec · c2 bílý pěšec · d2 bílý pěšec · f2 bílý pěšec · g2 bílý pěšec · h2 bílý pěšec · a1 bílý věž · b1 bílý jezdec · c1 bílý střelec · d1 bílý dáma · e1 bílý král · f1 bílý střelec · g1 bílý jezdec · h1 bílý věž | a8 černý věž · b8 černý jezdec · c8 černý střelec · d8 černý dáma · e8 černý král · f8 černý střelec · h8 černý věž · a7 černý pěšec · b7 černý pěšec · c7 černý pěšec · e7 černý pěšec · f7 černý pěšec · g7 černý pěšec · h7 černý pěšec · f6 černý jezdec · d5 bílý pěšec · a2 bílý pěšec · b2 bílý pěšec · c2 bílý pěšec · d2 bílý pěšec · f2 bílý pěšec · g2 bílý pěšec · h2 bílý pěšec · a1 bílý věž · b1 bílý jezdec · c1 bílý střelec · d1 bílý dáma · e1 bílý král · f1 bílý střelec · g1 bílý jezdec · h1 bílý věž | a8 černý věž · b8 černý jezdec · c8 černý střelec · d8 černý dáma · e8 černý král · f8 černý střelec · h8 černý věž · a7 černý pěšec · b7 černý pěšec · c7 černý pěšec · e7 černý pěšec · f7 černý pěšec · g7 černý pěšec · h7 černý pěšec · f6 černý jezdec · d5 bílý pěšec · a2 bílý pěšec · b2 bílý pěšec · c2 bílý pěšec · d2 bílý pěšec · f2 bílý pěšec · g2 bílý pěšec · h2 bílý pěšec · a1 bílý věž · b1 bílý jezdec · c1 bílý střelec · d1 bílý dáma · e1 bílý král · f1 bílý střelec · g1 bílý jezdec · h1 bílý věž | a8 černý věž · b8 černý jezdec · c8 černý střelec · d8 černý dáma · e8 černý král · f8 černý střelec · h8 černý věž · a7 černý pěšec · b7 černý pěšec · c7 černý pěšec · e7 černý pěšec · f7 černý pěšec · g7 černý pěšec · h7 černý pěšec · f6 černý jezdec · d5 bílý pěšec · a2 bílý pěšec · b2 bílý pěšec · c2 bílý pěšec · d2 bílý pěšec · f2 bílý pěšec · g2 bílý pěšec · h2 bílý pěšec · a1 bílý věž · b1 bílý jezdec · c1 bílý střelec · d1 bílý dáma · e1 bílý král · f1 bílý střelec · g1 bílý jezdec · h1 bílý věž | a8 černý věž · b8 černý jezdec · c8 černý střelec · d8 černý dáma · e8 černý král · f8 černý střelec · h8 černý věž · a7 černý pěšec · b7 černý pěšec · c7 černý pěšec · e7 černý pěšec · f7 černý pěšec · g7 černý pěšec · h7 černý pěšec · f6 černý jezdec · d5 bílý pěšec · a2 bílý pěšec · b2 bílý pěšec · c2 bílý pěšec · d2 bílý pěšec · f2 bílý pěšec · g2 bílý pěšec · h2 bílý pěšec · a1 bílý věž · b1 bílý jezdec · c1 bílý střelec · d1 bílý dáma · e1 bílý král · f1 bílý střelec · g1 bílý jezdec · h1 bílý věž | a8 černý věž · b8 černý jezdec · c8 černý střelec · d8 černý dáma · e8 černý král · f8 černý střelec · h8 černý věž · a7 černý pěšec · b7 černý pěšec · c7 černý pěšec · e7 černý pěšec · f7 černý pěšec · g7 černý pěšec · h7 černý pěšec · f6 černý jezdec · d5 bílý pěšec · a2 bílý pěšec · b2 bílý pěšec · c2 bílý pěšec · d2 bílý pěšec · f2 bílý pěšec · g2 bílý pěšec · h2 bílý pěšec · a1 bílý věž · b1 bílý jezdec · c1 bílý střelec · d1 bílý dáma · e1 bílý král · f1 bílý střelec · g1 bílý jezdec · h1 bílý věž | a8 černý věž · b8 černý jezdec · c8 černý střelec · d8 černý dáma · e8 černý král · f8 černý střelec · h8 černý věž · a7 černý pěšec · b7 černý pěšec · c7 černý pěšec · e7 černý pěšec · f7 černý pěšec · g7 černý pěšec · h7 černý pěšec · f6 černý jezdec · d5 bílý pěšec · a2 bílý pěšec · b2 bílý pěšec · c2 bílý pěšec · d2 bílý pěšec · f2 bílý pěšec · g2 bílý pěšec · h2 bílý pěšec · a1 bílý věž · b1 bílý jezdec · c1 bílý střelec · d1 bílý dáma · e1 bílý král · f1 bílý střelec · g1 bílý jezdec · h1 bílý věž | a8 černý věž · b8 černý jezdec · c8 černý střelec · d8 černý dáma · e8 černý král · f8 černý střelec · h8 černý věž · a7 černý pěšec · b7 černý pěšec · c7 černý pěšec · e7 černý pěšec · f7 černý pěšec · g7 černý pěšec · h7 černý pěšec · f6 černý jezdec · d5 bílý pěšec · a2 bílý pěšec · b2 bílý pěšec · c2 bílý pěšec · d2 bílý pěšec · f2 bílý pěšec · g2 bílý pěšec · h2 bílý pěšec · a1 bílý věž · b1 bílý jezdec · c1 bílý střelec · d1 bílý dáma · e1 bílý král · f1 bílý střelec · g1 bílý jezdec · h1 bílý věž | 8 |
| 7 | a8 černý věž · b8 černý jezdec · c8 černý střelec · d8 černý dáma · e8 černý král · f8 černý střelec · h8 černý věž · a7 černý pěšec · b7 černý pěšec · c7 černý pěšec · e7 černý pěšec · f7 černý pěšec · g7 černý pěšec · h7 černý pěšec · f6 černý jezdec · d5 bílý pěšec · a2 bílý pěšec · b2 bílý pěšec · c2 bílý pěšec · d2 bílý pěšec · f2 bílý pěšec · g2 bílý pěšec · h2 bílý pěšec · a1 bílý věž · b1 bílý jezdec · c1 bílý střelec · d1 bílý dáma · e1 bílý král · f1 bílý střelec · g1 bílý jezdec · h1 bílý věž | a8 černý věž · b8 černý jezdec · c8 černý střelec · d8 černý dáma · e8 černý král · f8 černý střelec · h8 černý věž · a7 černý pěšec · b7 černý pěšec · c7 černý pěšec · e7 černý pěšec · f7 černý pěšec · g7 černý pěšec · h7 černý pěšec · f6 černý jezdec · d5 bílý pěšec · a2 bílý pěšec · b2 bílý pěšec · c2 bílý pěšec · d2 bílý pěšec · f2 bílý pěšec · g2 bílý pěšec · h2 bílý pěšec · a1 bílý věž · b1 bílý jezdec · c1 bílý střelec · d1 bílý dáma · e1 bílý král · f1 bílý střelec · g1 bílý jezdec · h1 bílý věž | a8 černý věž · b8 černý jezdec · c8 černý střelec · d8 černý dáma · e8 černý král · f8 černý střelec · h8 černý věž · a7 černý pěšec · b7 černý pěšec · c7 černý pěšec · e7 černý pěšec · f7 černý pěšec · g7 černý pěšec · h7 černý pěšec · f6 černý jezdec · d5 bílý pěšec · a2 bílý pěšec · b2 bílý pěšec · c2 bílý pěšec · d2 bílý pěšec · f2 bílý pěšec · g2 bílý pěšec · h2 bílý pěšec · a1 bílý věž · b1 bílý jezdec · c1 bílý střelec · d1 bílý dáma · e1 bílý král · f1 bílý střelec · g1 bílý jezdec · h1 bílý věž | a8 černý věž · b8 černý jezdec · c8 černý střelec · d8 černý dáma · e8 černý král · f8 černý střelec · h8 černý věž · a7 černý pěšec · b7 černý pěšec · c7 černý pěšec · e7 černý pěšec · f7 černý pěšec · g7 černý pěšec · h7 černý pěšec · f6 černý jezdec · d5 bílý pěšec · a2 bílý pěšec · b2 bílý pěšec · c2 bílý pěšec · d2 bílý pěšec · f2 bílý pěšec · g2 bílý pěšec · h2 bílý pěšec · a1 bílý věž · b1 bílý jezdec · c1 bílý střelec · d1 bílý dáma · e1 bílý král · f1 bílý střelec · g1 bílý jezdec · h1 bílý věž | a8 černý věž · b8 černý jezdec · c8 černý střelec · d8 černý dáma · e8 černý král · f8 černý střelec · h8 černý věž · a7 černý pěšec · b7 černý pěšec · c7 černý pěšec · e7 černý pěšec · f7 černý pěšec · g7 černý pěšec · h7 černý pěšec · f6 černý jezdec · d5 bílý pěšec · a2 bílý pěšec · b2 bílý pěšec · c2 bílý pěšec · d2 bílý pěšec · f2 bílý pěšec · g2 bílý pěšec · h2 bílý pěšec · a1 bílý věž · b1 bílý jezdec · c1 bílý střelec · d1 bílý dáma · e1 bílý král · f1 bílý střelec · g1 bílý jezdec · h1 bílý věž | a8 černý věž · b8 černý jezdec · c8 černý střelec · d8 černý dáma · e8 černý král · f8 černý střelec · h8 černý věž · a7 černý pěšec · b7 černý pěšec · c7 černý pěšec · e7 černý pěšec · f7 černý pěšec · g7 černý pěšec · h7 černý pěšec · f6 černý jezdec · d5 bílý pěšec · a2 bílý pěšec · b2 bílý pěšec · c2 bílý pěšec · d2 bílý pěšec · f2 bílý pěšec · g2 bílý pěšec · h2 bílý pěšec · a1 bílý věž · b1 bílý jezdec · c1 bílý střelec · d1 bílý dáma · e1 bílý král · f1 bílý střelec · g1 bílý jezdec · h1 bílý věž | a8 černý věž · b8 černý jezdec · c8 černý střelec · d8 černý dáma · e8 černý král · f8 černý střelec · h8 černý věž · a7 černý pěšec · b7 černý pěšec · c7 černý pěšec · e7 černý pěšec · f7 černý pěšec · g7 černý pěšec · h7 černý pěšec · f6 černý jezdec · d5 bílý pěšec · a2 bílý pěšec · b2 bílý pěšec · c2 bílý pěšec · d2 bílý pěšec · f2 bílý pěšec · g2 bílý pěšec · h2 bílý pěšec · a1 bílý věž · b1 bílý jezdec · c1 bílý střelec · d1 bílý dáma · e1 bílý král · f1 bílý střelec · g1 bílý jezdec · h1 bílý věž | a8 černý věž · b8 černý jezdec · c8 černý střelec · d8 černý dáma · e8 černý král · f8 černý střelec · h8 černý věž · a7 černý pěšec · b7 černý pěšec · c7 černý pěšec · e7 černý pěšec · f7 černý pěšec · g7 černý pěšec · h7 černý pěšec · f6 černý jezdec · d5 bílý pěšec · a2 bílý pěšec · b2 bílý pěšec · c2 bílý pěšec · d2 bílý pěšec · f2 bílý pěšec · g2 bílý pěšec · h2 bílý pěšec · a1 bílý věž · b1 bílý jezdec · c1 bílý střelec · d1 bílý dáma · e1 bílý král · f1 bílý střelec · g1 bílý jezdec · h1 bílý věž | 7 |
| 6 | a8 černý věž · b8 černý jezdec · c8 černý střelec · d8 černý dáma · e8 černý král · f8 černý střelec · h8 černý věž · a7 černý pěšec · b7 černý pěšec · c7 černý pěšec · e7 černý pěšec · f7 černý pěšec · g7 černý pěšec · h7 černý pěšec · f6 černý jezdec · d5 bílý pěšec · a2 bílý pěšec · b2 bílý pěšec · c2 bílý pěšec · d2 bílý pěšec · f2 bílý pěšec · g2 bílý pěšec · h2 bílý pěšec · a1 bílý věž · b1 bílý jezdec · c1 bílý střelec · d1 bílý dáma · e1 bílý král · f1 bílý střelec · g1 bílý jezdec · h1 bílý věž | a8 černý věž · b8 černý jezdec · c8 černý střelec · d8 černý dáma · e8 černý král · f8 černý střelec · h8 černý věž · a7 černý pěšec · b7 černý pěšec · c7 černý pěšec · e7 černý pěšec · f7 černý pěšec · g7 černý pěšec · h7 černý pěšec · f6 černý jezdec · d5 bílý pěšec · a2 bílý pěšec · b2 bílý pěšec · c2 bílý pěšec · d2 bílý pěšec · f2 bílý pěšec · g2 bílý pěšec · h2 bílý pěšec · a1 bílý věž · b1 bílý jezdec · c1 bílý střelec · d1 bílý dáma · e1 bílý král · f1 bílý střelec · g1 bílý jezdec · h1 bílý věž | a8 černý věž · b8 černý jezdec · c8 černý střelec · d8 černý dáma · e8 černý král · f8 černý střelec · h8 černý věž · a7 černý pěšec · b7 černý pěšec · c7 černý pěšec · e7 černý pěšec · f7 černý pěšec · g7 černý pěšec · h7 černý pěšec · f6 černý jezdec · d5 bílý pěšec · a2 bílý pěšec · b2 bílý pěšec · c2 bílý pěšec · d2 bílý pěšec · f2 bílý pěšec · g2 bílý pěšec · h2 bílý pěšec · a1 bílý věž · b1 bílý jezdec · c1 bílý střelec · d1 bílý dáma · e1 bílý král · f1 bílý střelec · g1 bílý jezdec · h1 bílý věž | a8 černý věž · b8 černý jezdec · c8 černý střelec · d8 černý dáma · e8 černý král · f8 černý střelec · h8 černý věž · a7 černý pěšec · b7 černý pěšec · c7 černý pěšec · e7 černý pěšec · f7 černý pěšec · g7 černý pěšec · h7 černý pěšec · f6 černý jezdec · d5 bílý pěšec · a2 bílý pěšec · b2 bílý pěšec · c2 bílý pěšec · d2 bílý pěšec · f2 bílý pěšec · g2 bílý pěšec · h2 bílý pěšec · a1 bílý věž · b1 bílý jezdec · c1 bílý střelec · d1 bílý dáma · e1 bílý král · f1 bílý střelec · g1 bílý jezdec · h1 bílý věž | a8 černý věž · b8 černý jezdec · c8 černý střelec · d8 černý dáma · e8 černý král · f8 černý střelec · h8 černý věž · a7 černý pěšec · b7 černý pěšec · c7 černý pěšec · e7 černý pěšec · f7 černý pěšec · g7 černý pěšec · h7 černý pěšec · f6 černý jezdec · d5 bílý pěšec · a2 bílý pěšec · b2 bílý pěšec · c2 bílý pěšec · d2 bílý pěšec · f2 bílý pěšec · g2 bílý pěšec · h2 bílý pěšec · a1 bílý věž · b1 bílý jezdec · c1 bílý střelec · d1 bílý dáma · e1 bílý král · f1 bílý střelec · g1 bílý jezdec · h1 bílý věž | a8 černý věž · b8 černý jezdec · c8 černý střelec · d8 černý dáma · e8 černý král · f8 černý střelec · h8 černý věž · a7 černý pěšec · b7 černý pěšec · c7 černý pěšec · e7 černý pěšec · f7 černý pěšec · g7 černý pěšec · h7 černý pěšec · f6 černý jezdec · d5 bílý pěšec · a2 bílý pěšec · b2 bílý pěšec · c2 bílý pěšec · d2 bílý pěšec · f2 bílý pěšec · g2 bílý pěšec · h2 bílý pěšec · a1 bílý věž · b1 bílý jezdec · c1 bílý střelec · d1 bílý dáma · e1 bílý král · f1 bílý střelec · g1 bílý jezdec · h1 bílý věž | a8 černý věž · b8 černý jezdec · c8 černý střelec · d8 černý dáma · e8 černý král · f8 černý střelec · h8 černý věž · a7 černý pěšec · b7 černý pěšec · c7 černý pěšec · e7 černý pěšec · f7 černý pěšec · g7 černý pěšec · h7 černý pěšec · f6 černý jezdec · d5 bílý pěšec · a2 bílý pěšec · b2 bílý pěšec · c2 bílý pěšec · d2 bílý pěšec · f2 bílý pěšec · g2 bílý pěšec · h2 bílý pěšec · a1 bílý věž · b1 bílý jezdec · c1 bílý střelec · d1 bílý dáma · e1 bílý král · f1 bílý střelec · g1 bílý jezdec · h1 bílý věž | a8 černý věž · b8 černý jezdec · c8 černý střelec · d8 černý dáma · e8 černý král · f8 černý střelec · h8 černý věž · a7 černý pěšec · b7 černý pěšec · c7 černý pěšec · e7 černý pěšec · f7 černý pěšec · g7 černý pěšec · h7 černý pěšec · f6 černý jezdec · d5 bílý pěšec · a2 bílý pěšec · b2 bílý pěšec · c2 bílý pěšec · d2 bílý pěšec · f2 bílý pěšec · g2 bílý pěšec · h2 bílý pěšec · a1 bílý věž · b1 bílý jezdec · c1 bílý střelec · d1 bílý dáma · e1 bílý král · f1 bílý střelec · g1 bílý jezdec · h1 bílý věž | 6 |
| 5 | a8 černý věž · b8 černý jezdec · c8 černý střelec · d8 černý dáma · e8 černý král · f8 černý střelec · h8 černý věž · a7 černý pěšec · b7 černý pěšec · c7 černý pěšec · e7 černý pěšec · f7 černý pěšec · g7 černý pěšec · h7 černý pěšec · f6 černý jezdec · d5 bílý pěšec · a2 bílý pěšec · b2 bílý pěšec · c2 bílý pěšec · d2 bílý pěšec · f2 bílý pěšec · g2 bílý pěšec · h2 bílý pěšec · a1 bílý věž · b1 bílý jezdec · c1 bílý střelec · d1 bílý dáma · e1 bílý král · f1 bílý střelec · g1 bílý jezdec · h1 bílý věž | a8 černý věž · b8 černý jezdec · c8 černý střelec · d8 černý dáma · e8 černý král · f8 černý střelec · h8 černý věž · a7 černý pěšec · b7 černý pěšec · c7 černý pěšec · e7 černý pěšec · f7 černý pěšec · g7 černý pěšec · h7 černý pěšec · f6 černý jezdec · d5 bílý pěšec · a2 bílý pěšec · b2 bílý pěšec · c2 bílý pěšec · d2 bílý pěšec · f2 bílý pěšec · g2 bílý pěšec · h2 bílý pěšec · a1 bílý věž · b1 bílý jezdec · c1 bílý střelec · d1 bílý dáma · e1 bílý král · f1 bílý střelec · g1 bílý jezdec · h1 bílý věž | a8 černý věž · b8 černý jezdec · c8 černý střelec · d8 černý dáma · e8 černý král · f8 černý střelec · h8 černý věž · a7 černý pěšec · b7 černý pěšec · c7 černý pěšec · e7 černý pěšec · f7 černý pěšec · g7 černý pěšec · h7 černý pěšec · f6 černý jezdec · d5 bílý pěšec · a2 bílý pěšec · b2 bílý pěšec · c2 bílý pěšec · d2 bílý pěšec · f2 bílý pěšec · g2 bílý pěšec · h2 bílý pěšec · a1 bílý věž · b1 bílý jezdec · c1 bílý střelec · d1 bílý dáma · e1 bílý král · f1 bílý střelec · g1 bílý jezdec · h1 bílý věž | a8 černý věž · b8 černý jezdec · c8 černý střelec · d8 černý dáma · e8 černý král · f8 černý střelec · h8 černý věž · a7 černý pěšec · b7 černý pěšec · c7 černý pěšec · e7 černý pěšec · f7 černý pěšec · g7 černý pěšec · h7 černý pěšec · f6 černý jezdec · d5 bílý pěšec · a2 bílý pěšec · b2 bílý pěšec · c2 bílý pěšec · d2 bílý pěšec · f2 bílý pěšec · g2 bílý pěšec · h2 bílý pěšec · a1 bílý věž · b1 bílý jezdec · c1 bílý střelec · d1 bílý dáma · e1 bílý král · f1 bílý střelec · g1 bílý jezdec · h1 bílý věž | a8 černý věž · b8 černý jezdec · c8 černý střelec · d8 černý dáma · e8 černý král · f8 černý střelec · h8 černý věž · a7 černý pěšec · b7 černý pěšec · c7 černý pěšec · e7 černý pěšec · f7 černý pěšec · g7 černý pěšec · h7 černý pěšec · f6 černý jezdec · d5 bílý pěšec · a2 bílý pěšec · b2 bílý pěšec · c2 bílý pěšec · d2 bílý pěšec · f2 bílý pěšec · g2 bílý pěšec · h2 bílý pěšec · a1 bílý věž · b1 bílý jezdec · c1 bílý střelec · d1 bílý dáma · e1 bílý král · f1 bílý střelec · g1 bílý jezdec · h1 bílý věž | a8 černý věž · b8 černý jezdec · c8 černý střelec · d8 černý dáma · e8 černý král · f8 černý střelec · h8 černý věž · a7 černý pěšec · b7 černý pěšec · c7 černý pěšec · e7 černý pěšec · f7 černý pěšec · g7 černý pěšec · h7 černý pěšec · f6 černý jezdec · d5 bílý pěšec · a2 bílý pěšec · b2 bílý pěšec · c2 bílý pěšec · d2 bílý pěšec · f2 bílý pěšec · g2 bílý pěšec · h2 bílý pěšec · a1 bílý věž · b1 bílý jezdec · c1 bílý střelec · d1 bílý dáma · e1 bílý král · f1 bílý střelec · g1 bílý jezdec · h1 bílý věž | a8 černý věž · b8 černý jezdec · c8 černý střelec · d8 černý dáma · e8 černý král · f8 černý střelec · h8 černý věž · a7 černý pěšec · b7 černý pěšec · c7 černý pěšec · e7 černý pěšec · f7 černý pěšec · g7 černý pěšec · h7 černý pěšec · f6 černý jezdec · d5 bílý pěšec · a2 bílý pěšec · b2 bílý pěšec · c2 bílý pěšec · d2 bílý pěšec · f2 bílý pěšec · g2 bílý pěšec · h2 bílý pěšec · a1 bílý věž · b1 bílý jezdec · c1 bílý střelec · d1 bílý dáma · e1 bílý král · f1 bílý střelec · g1 bílý jezdec · h1 bílý věž | a8 černý věž · b8 černý jezdec · c8 černý střelec · d8 černý dáma · e8 černý král · f8 černý střelec · h8 černý věž · a7 černý pěšec · b7 černý pěšec · c7 černý pěšec · e7 černý pěšec · f7 černý pěšec · g7 černý pěšec · h7 černý pěšec · f6 černý jezdec · d5 bílý pěšec · a2 bílý pěšec · b2 bílý pěšec · c2 bílý pěšec · d2 bílý pěšec · f2 bílý pěšec · g2 bílý pěšec · h2 bílý pěšec · a1 bílý věž · b1 bílý jezdec · c1 bílý střelec · d1 bílý dáma · e1 bílý král · f1 bílý střelec · g1 bílý jezdec · h1 bílý věž | 5 |
| 4 | a8 černý věž · b8 černý jezdec · c8 černý střelec · d8 černý dáma · e8 černý král · f8 černý střelec · h8 černý věž · a7 černý pěšec · b7 černý pěšec · c7 černý pěšec · e7 černý pěšec · f7 černý pěšec · g7 černý pěšec · h7 černý pěšec · f6 černý jezdec · d5 bílý pěšec · a2 bílý pěšec · b2 bílý pěšec · c2 bílý pěšec · d2 bílý pěšec · f2 bílý pěšec · g2 bílý pěšec · h2 bílý pěšec · a1 bílý věž · b1 bílý jezdec · c1 bílý střelec · d1 bílý dáma · e1 bílý král · f1 bílý střelec · g1 bílý jezdec · h1 bílý věž | a8 černý věž · b8 černý jezdec · c8 černý střelec · d8 černý dáma · e8 černý král · f8 černý střelec · h8 černý věž · a7 černý pěšec · b7 černý pěšec · c7 černý pěšec · e7 černý pěšec · f7 černý pěšec · g7 černý pěšec · h7 černý pěšec · f6 černý jezdec · d5 bílý pěšec · a2 bílý pěšec · b2 bílý pěšec · c2 bílý pěšec · d2 bílý pěšec · f2 bílý pěšec · g2 bílý pěšec · h2 bílý pěšec · a1 bílý věž · b1 bílý jezdec · c1 bílý střelec · d1 bílý dáma · e1 bílý král · f1 bílý střelec · g1 bílý jezdec · h1 bílý věž | a8 černý věž · b8 černý jezdec · c8 černý střelec · d8 černý dáma · e8 černý král · f8 černý střelec · h8 černý věž · a7 černý pěšec · b7 černý pěšec · c7 černý pěšec · e7 černý pěšec · f7 černý pěšec · g7 černý pěšec · h7 černý pěšec · f6 černý jezdec · d5 bílý pěšec · a2 bílý pěšec · b2 bílý pěšec · c2 bílý pěšec · d2 bílý pěšec · f2 bílý pěšec · g2 bílý pěšec · h2 bílý pěšec · a1 bílý věž · b1 bílý jezdec · c1 bílý střelec · d1 bílý dáma · e1 bílý král · f1 bílý střelec · g1 bílý jezdec · h1 bílý věž | a8 černý věž · b8 černý jezdec · c8 černý střelec · d8 černý dáma · e8 černý král · f8 černý střelec · h8 černý věž · a7 černý pěšec · b7 černý pěšec · c7 černý pěšec · e7 černý pěšec · f7 černý pěšec · g7 černý pěšec · h7 černý pěšec · f6 černý jezdec · d5 bílý pěšec · a2 bílý pěšec · b2 bílý pěšec · c2 bílý pěšec · d2 bílý pěšec · f2 bílý pěšec · g2 bílý pěšec · h2 bílý pěšec · a1 bílý věž · b1 bílý jezdec · c1 bílý střelec · d1 bílý dáma · e1 bílý král · f1 bílý střelec · g1 bílý jezdec · h1 bílý věž | a8 černý věž · b8 černý jezdec · c8 černý střelec · d8 černý dáma · e8 černý král · f8 černý střelec · h8 černý věž · a7 černý pěšec · b7 černý pěšec · c7 černý pěšec · e7 černý pěšec · f7 černý pěšec · g7 černý pěšec · h7 černý pěšec · f6 černý jezdec · d5 bílý pěšec · a2 bílý pěšec · b2 bílý pěšec · c2 bílý pěšec · d2 bílý pěšec · f2 bílý pěšec · g2 bílý pěšec · h2 bílý pěšec · a1 bílý věž · b1 bílý jezdec · c1 bílý střelec · d1 bílý dáma · e1 bílý král · f1 bílý střelec · g1 bílý jezdec · h1 bílý věž | a8 černý věž · b8 černý jezdec · c8 černý střelec · d8 černý dáma · e8 černý král · f8 černý střelec · h8 černý věž · a7 černý pěšec · b7 černý pěšec · c7 černý pěšec · e7 černý pěšec · f7 černý pěšec · g7 černý pěšec · h7 černý pěšec · f6 černý jezdec · d5 bílý pěšec · a2 bílý pěšec · b2 bílý pěšec · c2 bílý pěšec · d2 bílý pěšec · f2 bílý pěšec · g2 bílý pěšec · h2 bílý pěšec · a1 bílý věž · b1 bílý jezdec · c1 bílý střelec · d1 bílý dáma · e1 bílý král · f1 bílý střelec · g1 bílý jezdec · h1 bílý věž | a8 černý věž · b8 černý jezdec · c8 černý střelec · d8 černý dáma · e8 černý král · f8 černý střelec · h8 černý věž · a7 černý pěšec · b7 černý pěšec · c7 černý pěšec · e7 černý pěšec · f7 černý pěšec · g7 černý pěšec · h7 černý pěšec · f6 černý jezdec · d5 bílý pěšec · a2 bílý pěšec · b2 bílý pěšec · c2 bílý pěšec · d2 bílý pěšec · f2 bílý pěšec · g2 bílý pěšec · h2 bílý pěšec · a1 bílý věž · b1 bílý jezdec · c1 bílý střelec · d1 bílý dáma · e1 bílý král · f1 bílý střelec · g1 bílý jezdec · h1 bílý věž | a8 černý věž · b8 černý jezdec · c8 černý střelec · d8 černý dáma · e8 černý král · f8 černý střelec · h8 černý věž · a7 černý pěšec · b7 černý pěšec · c7 černý pěšec · e7 černý pěšec · f7 černý pěšec · g7 černý pěšec · h7 černý pěšec · f6 černý jezdec · d5 bílý pěšec · a2 bílý pěšec · b2 bílý pěšec · c2 bílý pěšec · d2 bílý pěšec · f2 bílý pěšec · g2 bílý pěšec · h2 bílý pěšec · a1 bílý věž · b1 bílý jezdec · c1 bílý střelec · d1 bílý dáma · e1 bílý král · f1 bílý střelec · g1 bílý jezdec · h1 bílý věž | 4 |
| 3 | a8 černý věž · b8 černý jezdec · c8 černý střelec · d8 černý dáma · e8 černý král · f8 černý střelec · h8 černý věž · a7 černý pěšec · b7 černý pěšec · c7 černý pěšec · e7 černý pěšec · f7 černý pěšec · g7 černý pěšec · h7 černý pěšec · f6 černý jezdec · d5 bílý pěšec · a2 bílý pěšec · b2 bílý pěšec · c2 bílý pěšec · d2 bílý pěšec · f2 bílý pěšec · g2 bílý pěšec · h2 bílý pěšec · a1 bílý věž · b1 bílý jezdec · c1 bílý střelec · d1 bílý dáma · e1 bílý král · f1 bílý střelec · g1 bílý jezdec · h1 bílý věž | a8 černý věž · b8 černý jezdec · c8 černý střelec · d8 černý dáma · e8 černý král · f8 černý střelec · h8 černý věž · a7 černý pěšec · b7 černý pěšec · c7 černý pěšec · e7 černý pěšec · f7 černý pěšec · g7 černý pěšec · h7 černý pěšec · f6 černý jezdec · d5 bílý pěšec · a2 bílý pěšec · b2 bílý pěšec · c2 bílý pěšec · d2 bílý pěšec · f2 bílý pěšec · g2 bílý pěšec · h2 bílý pěšec · a1 bílý věž · b1 bílý jezdec · c1 bílý střelec · d1 bílý dáma · e1 bílý král · f1 bílý střelec · g1 bílý jezdec · h1 bílý věž | a8 černý věž · b8 černý jezdec · c8 černý střelec · d8 černý dáma · e8 černý král · f8 černý střelec · h8 černý věž · a7 černý pěšec · b7 černý pěšec · c7 černý pěšec · e7 černý pěšec · f7 černý pěšec · g7 černý pěšec · h7 černý pěšec · f6 černý jezdec · d5 bílý pěšec · a2 bílý pěšec · b2 bílý pěšec · c2 bílý pěšec · d2 bílý pěšec · f2 bílý pěšec · g2 bílý pěšec · h2 bílý pěšec · a1 bílý věž · b1 bílý jezdec · c1 bílý střelec · d1 bílý dáma · e1 bílý král · f1 bílý střelec · g1 bílý jezdec · h1 bílý věž | a8 černý věž · b8 černý jezdec · c8 černý střelec · d8 černý dáma · e8 černý král · f8 černý střelec · h8 černý věž · a7 černý pěšec · b7 černý pěšec · c7 černý pěšec · e7 černý pěšec · f7 černý pěšec · g7 černý pěšec · h7 černý pěšec · f6 černý jezdec · d5 bílý pěšec · a2 bílý pěšec · b2 bílý pěšec · c2 bílý pěšec · d2 bílý pěšec · f2 bílý pěšec · g2 bílý pěšec · h2 bílý pěšec · a1 bílý věž · b1 bílý jezdec · c1 bílý střelec · d1 bílý dáma · e1 bílý král · f1 bílý střelec · g1 bílý jezdec · h1 bílý věž | a8 černý věž · b8 černý jezdec · c8 černý střelec · d8 černý dáma · e8 černý král · f8 černý střelec · h8 černý věž · a7 černý pěšec · b7 černý pěšec · c7 černý pěšec · e7 černý pěšec · f7 černý pěšec · g7 černý pěšec · h7 černý pěšec · f6 černý jezdec · d5 bílý pěšec · a2 bílý pěšec · b2 bílý pěšec · c2 bílý pěšec · d2 bílý pěšec · f2 bílý pěšec · g2 bílý pěšec · h2 bílý pěšec · a1 bílý věž · b1 bílý jezdec · c1 bílý střelec · d1 bílý dáma · e1 bílý král · f1 bílý střelec · g1 bílý jezdec · h1 bílý věž | a8 černý věž · b8 černý jezdec · c8 černý střelec · d8 černý dáma · e8 černý král · f8 černý střelec · h8 černý věž · a7 černý pěšec · b7 černý pěšec · c7 černý pěšec · e7 černý pěšec · f7 černý pěšec · g7 černý pěšec · h7 černý pěšec · f6 černý jezdec · d5 bílý pěšec · a2 bílý pěšec · b2 bílý pěšec · c2 bílý pěšec · d2 bílý pěšec · f2 bílý pěšec · g2 bílý pěšec · h2 bílý pěšec · a1 bílý věž · b1 bílý jezdec · c1 bílý střelec · d1 bílý dáma · e1 bílý král · f1 bílý střelec · g1 bílý jezdec · h1 bílý věž | a8 černý věž · b8 černý jezdec · c8 černý střelec · d8 černý dáma · e8 černý král · f8 černý střelec · h8 černý věž · a7 černý pěšec · b7 černý pěšec · c7 černý pěšec · e7 černý pěšec · f7 černý pěšec · g7 černý pěšec · h7 černý pěšec · f6 černý jezdec · d5 bílý pěšec · a2 bílý pěšec · b2 bílý pěšec · c2 bílý pěšec · d2 bílý pěšec · f2 bílý pěšec · g2 bílý pěšec · h2 bílý pěšec · a1 bílý věž · b1 bílý jezdec · c1 bílý střelec · d1 bílý dáma · e1 bílý král · f1 bílý střelec · g1 bílý jezdec · h1 bílý věž | a8 černý věž · b8 černý jezdec · c8 černý střelec · d8 černý dáma · e8 černý král · f8 černý střelec · h8 černý věž · a7 černý pěšec · b7 černý pěšec · c7 černý pěšec · e7 černý pěšec · f7 černý pěšec · g7 černý pěšec · h7 černý pěšec · f6 černý jezdec · d5 bílý pěšec · a2 bílý pěšec · b2 bílý pěšec · c2 bílý pěšec · d2 bílý pěšec · f2 bílý pěšec · g2 bílý pěšec · h2 bílý pěšec · a1 bílý věž · b1 bílý jezdec · c1 bílý střelec · d1 bílý dáma · e1 bílý král · f1 bílý střelec · g1 bílý jezdec · h1 bílý věž | 3 |
| 2 | a8 černý věž · b8 černý jezdec · c8 černý střelec · d8 černý dáma · e8 černý král · f8 černý střelec · h8 černý věž · a7 černý pěšec · b7 černý pěšec · c7 černý pěšec · e7 černý pěšec · f7 černý pěšec · g7 černý pěšec · h7 černý pěšec · f6 černý jezdec · d5 bílý pěšec · a2 bílý pěšec · b2 bílý pěšec · c2 bílý pěšec · d2 bílý pěšec · f2 bílý pěšec · g2 bílý pěšec · h2 bílý pěšec · a1 bílý věž · b1 bílý jezdec · c1 bílý střelec · d1 bílý dáma · e1 bílý král · f1 bílý střelec · g1 bílý jezdec · h1 bílý věž | a8 černý věž · b8 černý jezdec · c8 černý střelec · d8 černý dáma · e8 černý král · f8 černý střelec · h8 černý věž · a7 černý pěšec · b7 černý pěšec · c7 černý pěšec · e7 černý pěšec · f7 černý pěšec · g7 černý pěšec · h7 černý pěšec · f6 černý jezdec · d5 bílý pěšec · a2 bílý pěšec · b2 bílý pěšec · c2 bílý pěšec · d2 bílý pěšec · f2 bílý pěšec · g2 bílý pěšec · h2 bílý pěšec · a1 bílý věž · b1 bílý jezdec · c1 bílý střelec · d1 bílý dáma · e1 bílý král · f1 bílý střelec · g1 bílý jezdec · h1 bílý věž | a8 černý věž · b8 černý jezdec · c8 černý střelec · d8 černý dáma · e8 černý král · f8 černý střelec · h8 černý věž · a7 černý pěšec · b7 černý pěšec · c7 černý pěšec · e7 černý pěšec · f7 černý pěšec · g7 černý pěšec · h7 černý pěšec · f6 černý jezdec · d5 bílý pěšec · a2 bílý pěšec · b2 bílý pěšec · c2 bílý pěšec · d2 bílý pěšec · f2 bílý pěšec · g2 bílý pěšec · h2 bílý pěšec · a1 bílý věž · b1 bílý jezdec · c1 bílý střelec · d1 bílý dáma · e1 bílý král · f1 bílý střelec · g1 bílý jezdec · h1 bílý věž | a8 černý věž · b8 černý jezdec · c8 černý střelec · d8 černý dáma · e8 černý král · f8 černý střelec · h8 černý věž · a7 černý pěšec · b7 černý pěšec · c7 černý pěšec · e7 černý pěšec · f7 černý pěšec · g7 černý pěšec · h7 černý pěšec · f6 černý jezdec · d5 bílý pěšec · a2 bílý pěšec · b2 bílý pěšec · c2 bílý pěšec · d2 bílý pěšec · f2 bílý pěšec · g2 bílý pěšec · h2 bílý pěšec · a1 bílý věž · b1 bílý jezdec · c1 bílý střelec · d1 bílý dáma · e1 bílý král · f1 bílý střelec · g1 bílý jezdec · h1 bílý věž | a8 černý věž · b8 černý jezdec · c8 černý střelec · d8 černý dáma · e8 černý král · f8 černý střelec · h8 černý věž · a7 černý pěšec · b7 černý pěšec · c7 černý pěšec · e7 černý pěšec · f7 černý pěšec · g7 černý pěšec · h7 černý pěšec · f6 černý jezdec · d5 bílý pěšec · a2 bílý pěšec · b2 bílý pěšec · c2 bílý pěšec · d2 bílý pěšec · f2 bílý pěšec · g2 bílý pěšec · h2 bílý pěšec · a1 bílý věž · b1 bílý jezdec · c1 bílý střelec · d1 bílý dáma · e1 bílý král · f1 bílý střelec · g1 bílý jezdec · h1 bílý věž | a8 černý věž · b8 černý jezdec · c8 černý střelec · d8 černý dáma · e8 černý král · f8 černý střelec · h8 černý věž · a7 černý pěšec · b7 černý pěšec · c7 černý pěšec · e7 černý pěšec · f7 černý pěšec · g7 černý pěšec · h7 černý pěšec · f6 černý jezdec · d5 bílý pěšec · a2 bílý pěšec · b2 bílý pěšec · c2 bílý pěšec · d2 bílý pěšec · f2 bílý pěšec · g2 bílý pěšec · h2 bílý pěšec · a1 bílý věž · b1 bílý jezdec · c1 bílý střelec · d1 bílý dáma · e1 bílý král · f1 bílý střelec · g1 bílý jezdec · h1 bílý věž | a8 černý věž · b8 černý jezdec · c8 černý střelec · d8 černý dáma · e8 černý král · f8 černý střelec · h8 černý věž · a7 černý pěšec · b7 černý pěšec · c7 černý pěšec · e7 černý pěšec · f7 černý pěšec · g7 černý pěšec · h7 černý pěšec · f6 černý jezdec · d5 bílý pěšec · a2 bílý pěšec · b2 bílý pěšec · c2 bílý pěšec · d2 bílý pěšec · f2 bílý pěšec · g2 bílý pěšec · h2 bílý pěšec · a1 bílý věž · b1 bílý jezdec · c1 bílý střelec · d1 bílý dáma · e1 bílý král · f1 bílý střelec · g1 bílý jezdec · h1 bílý věž | a8 černý věž · b8 černý jezdec · c8 černý střelec · d8 černý dáma · e8 černý král · f8 černý střelec · h8 černý věž · a7 černý pěšec · b7 černý pěšec · c7 černý pěšec · e7 černý pěšec · f7 černý pěšec · g7 černý pěšec · h7 černý pěšec · f6 černý jezdec · d5 bílý pěšec · a2 bílý pěšec · b2 bílý pěšec · c2 bílý pěšec · d2 bílý pěšec · f2 bílý pěšec · g2 bílý pěšec · h2 bílý pěšec · a1 bílý věž · b1 bílý jezdec · c1 bílý střelec · d1 bílý dáma · e1 bílý král · f1 bílý střelec · g1 bílý jezdec · h1 bílý věž | 2 |
| 1 | a8 černý věž · b8 černý jezdec · c8 černý střelec · d8 černý dáma · e8 černý král · f8 černý střelec · h8 černý věž · a7 černý pěšec · b7 černý pěšec · c7 černý pěšec · e7 černý pěšec · f7 černý pěšec · g7 černý pěšec · h7 černý pěšec · f6 černý jezdec · d5 bílý pěšec · a2 bílý pěšec · b2 bílý pěšec · c2 bílý pěšec · d2 bílý pěšec · f2 bílý pěšec · g2 bílý pěšec · h2 bílý pěšec · a1 bílý věž · b1 bílý jezdec · c1 bílý střelec · d1 bílý dáma · e1 bílý král · f1 bílý střelec · g1 bílý jezdec · h1 bílý věž | a8 černý věž · b8 černý jezdec · c8 černý střelec · d8 černý dáma · e8 černý král · f8 černý střelec · h8 černý věž · a7 černý pěšec · b7 černý pěšec · c7 černý pěšec · e7 černý pěšec · f7 černý pěšec · g7 černý pěšec · h7 černý pěšec · f6 černý jezdec · d5 bílý pěšec · a2 bílý pěšec · b2 bílý pěšec · c2 bílý pěšec · d2 bílý pěšec · f2 bílý pěšec · g2 bílý pěšec · h2 bílý pěšec · a1 bílý věž · b1 bílý jezdec · c1 bílý střelec · d1 bílý dáma · e1 bílý král · f1 bílý střelec · g1 bílý jezdec · h1 bílý věž | a8 černý věž · b8 černý jezdec · c8 černý střelec · d8 černý dáma · e8 černý král · f8 černý střelec · h8 černý věž · a7 černý pěšec · b7 černý pěšec · c7 černý pěšec · e7 černý pěšec · f7 černý pěšec · g7 černý pěšec · h7 černý pěšec · f6 černý jezdec · d5 bílý pěšec · a2 bílý pěšec · b2 bílý pěšec · c2 bílý pěšec · d2 bílý pěšec · f2 bílý pěšec · g2 bílý pěšec · h2 bílý pěšec · a1 bílý věž · b1 bílý jezdec · c1 bílý střelec · d1 bílý dáma · e1 bílý král · f1 bílý střelec · g1 bílý jezdec · h1 bílý věž | a8 černý věž · b8 černý jezdec · c8 černý střelec · d8 černý dáma · e8 černý král · f8 černý střelec · h8 černý věž · a7 černý pěšec · b7 černý pěšec · c7 černý pěšec · e7 černý pěšec · f7 černý pěšec · g7 černý pěšec · h7 černý pěšec · f6 černý jezdec · d5 bílý pěšec · a2 bílý pěšec · b2 bílý pěšec · c2 bílý pěšec · d2 bílý pěšec · f2 bílý pěšec · g2 bílý pěšec · h2 bílý pěšec · a1 bílý věž · b1 bílý jezdec · c1 bílý střelec · d1 bílý dáma · e1 bílý král · f1 bílý střelec · g1 bílý jezdec · h1 bílý věž | a8 černý věž · b8 černý jezdec · c8 černý střelec · d8 černý dáma · e8 černý král · f8 černý střelec · h8 černý věž · a7 černý pěšec · b7 černý pěšec · c7 černý pěšec · e7 černý pěšec · f7 černý pěšec · g7 černý pěšec · h7 černý pěšec · f6 černý jezdec · d5 bílý pěšec · a2 bílý pěšec · b2 bílý pěšec · c2 bílý pěšec · d2 bílý pěšec · f2 bílý pěšec · g2 bílý pěšec · h2 bílý pěšec · a1 bílý věž · b1 bílý jezdec · c1 bílý střelec · d1 bílý dáma · e1 bílý král · f1 bílý střelec · g1 bílý jezdec · h1 bílý věž | a8 černý věž · b8 černý jezdec · c8 černý střelec · d8 černý dáma · e8 černý král · f8 černý střelec · h8 černý věž · a7 černý pěšec · b7 černý pěšec · c7 černý pěšec · e7 černý pěšec · f7 černý pěšec · g7 černý pěšec · h7 černý pěšec · f6 černý jezdec · d5 bílý pěšec · a2 bílý pěšec · b2 bílý pěšec · c2 bílý pěšec · d2 bílý pěšec · f2 bílý pěšec · g2 bílý pěšec · h2 bílý pěšec · a1 bílý věž · b1 bílý jezdec · c1 bílý střelec · d1 bílý dáma · e1 bílý král · f1 bílý střelec · g1 bílý jezdec · h1 bílý věž | a8 černý věž · b8 černý jezdec · c8 černý střelec · d8 černý dáma · e8 černý král · f8 černý střelec · h8 černý věž · a7 černý pěšec · b7 černý pěšec · c7 černý pěšec · e7 černý pěšec · f7 černý pěšec · g7 černý pěšec · h7 černý pěšec · f6 černý jezdec · d5 bílý pěšec · a2 bílý pěšec · b2 bílý pěšec · c2 bílý pěšec · d2 bílý pěšec · f2 bílý pěšec · g2 bílý pěšec · h2 bílý pěšec · a1 bílý věž · b1 bílý jezdec · c1 bílý střelec · d1 bílý dáma · e1 bílý král · f1 bílý střelec · g1 bílý jezdec · h1 bílý věž | a8 černý věž · b8 černý jezdec · c8 černý střelec · d8 černý dáma · e8 černý král · f8 černý střelec · h8 černý věž · a7 černý pěšec · b7 černý pěšec · c7 černý pěšec · e7 černý pěšec · f7 černý pěšec · g7 černý pěšec · h7 černý pěšec · f6 černý jezdec · d5 bílý pěšec · a2 bílý pěšec · b2 bílý pěšec · c2 bílý pěšec · d2 bílý pěšec · f2 bílý pěšec · g2 bílý pěšec · h2 bílý pěšec · a1 bílý věž · b1 bílý jezdec · c1 bílý střelec · d1 bílý dáma · e1 bílý král · f1 bílý střelec · g1 bílý jezdec · h1 bílý věž | 1 |
|   | a | b | c | d | e | f | g | h |   |

3.d4
- 3.c4 kde má černý na výběr mezi gambitovým 3...e6!? 4.dxe6 Sxe6 s kompenzací a 3...c6 4.d4! (4.dxc6 Jxc6 dává černému za pěšce výbornou protihru) 4...cxd5 s přechodem do Panovova útoku v obraně Caro-Kann (B13)
- 3.Jf3 Jxd5 ( 3...Dxd5 vede ke klasické variantě) 4.d4 - 3.d4
- 3.Sb5+!? Sd7 (možné je i 3...Jbd7 4.c4 a6! 5.Sxd7 Dxd7 s kompenzací nebo 5.Sa4 b5! s nejasnou hrou) 4.Se2 (4.Sc4 hraje na udržení pěšce 4...Sg4 5.f3 Sc8 nebo 5...Sf5 s kompenzací za pěšce) 4...Jxd5 5.d4 Sf5! (5...g6 přechází do hlavní varianty) 6.Se2 e6 s dobrou hrou černého

3...Jxd5
- 3...Sg4 4.Jf3 (možné je i 4.Se2 Sxe2 5.Dxe2 Dxd5 6.Jf3) Dxd5 5.Se2

4.Jf3
- 4.c4 Jb6! 5.Jc3 e5!; 5.Jf3! - 4.Jf3

4...g6
- 4...Sg4

5.c4
- 5.Se2 Sg7 6.0-0

5...Jb6 6.Jc3 Sg7
- 7.Se2 0-0 8.0-0 Jc6 9.d5 Je5
- 7.h3 0-0 8.Se3 Jc6 9.Dd2 e5 10.d5
- 7.c5 Jd5 (7...J6d7 8.Sc4) 8.Sc4

### 2...Dxd5
|   | a | b | c | d | e | f | g | h |   |
| 8 | a8 černý věž · b8 černý jezdec · c8 černý střelec · e8 černý král · f8 černý střelec · h8 černý věž · a7 černý pěšec · b7 černý pěšec · c7 černý pěšec · e7 černý pěšec · f7 černý pěšec · g7 černý pěšec · h7 černý pěšec · f6 černý jezdec · a5 černý dáma · d4 bílý pěšec · c3 bílý jezdec · a2 bílý pěšec · b2 bílý pěšec · c2 bílý pěšec · f2 bílý pěšec · g2 bílý pěšec · h2 bílý pěšec · a1 bílý věž · c1 bílý střelec · d1 bílý dáma · e1 bílý král · f1 bílý střelec · g1 bílý jezdec · h1 bílý věž | a8 černý věž · b8 černý jezdec · c8 černý střelec · e8 černý král · f8 černý střelec · h8 černý věž · a7 černý pěšec · b7 černý pěšec · c7 černý pěšec · e7 černý pěšec · f7 černý pěšec · g7 černý pěšec · h7 černý pěšec · f6 černý jezdec · a5 černý dáma · d4 bílý pěšec · c3 bílý jezdec · a2 bílý pěšec · b2 bílý pěšec · c2 bílý pěšec · f2 bílý pěšec · g2 bílý pěšec · h2 bílý pěšec · a1 bílý věž · c1 bílý střelec · d1 bílý dáma · e1 bílý král · f1 bílý střelec · g1 bílý jezdec · h1 bílý věž | a8 černý věž · b8 černý jezdec · c8 černý střelec · e8 černý král · f8 černý střelec · h8 černý věž · a7 černý pěšec · b7 černý pěšec · c7 černý pěšec · e7 černý pěšec · f7 černý pěšec · g7 černý pěšec · h7 černý pěšec · f6 černý jezdec · a5 černý dáma · d4 bílý pěšec · c3 bílý jezdec · a2 bílý pěšec · b2 bílý pěšec · c2 bílý pěšec · f2 bílý pěšec · g2 bílý pěšec · h2 bílý pěšec · a1 bílý věž · c1 bílý střelec · d1 bílý dáma · e1 bílý král · f1 bílý střelec · g1 bílý jezdec · h1 bílý věž | a8 černý věž · b8 černý jezdec · c8 černý střelec · e8 černý král · f8 černý střelec · h8 černý věž · a7 černý pěšec · b7 černý pěšec · c7 černý pěšec · e7 černý pěšec · f7 černý pěšec · g7 černý pěšec · h7 černý pěšec · f6 černý jezdec · a5 černý dáma · d4 bílý pěšec · c3 bílý jezdec · a2 bílý pěšec · b2 bílý pěšec · c2 bílý pěšec · f2 bílý pěšec · g2 bílý pěšec · h2 bílý pěšec · a1 bílý věž · c1 bílý střelec · d1 bílý dáma · e1 bílý král · f1 bílý střelec · g1 bílý jezdec · h1 bílý věž | a8 černý věž · b8 černý jezdec · c8 černý střelec · e8 černý král · f8 černý střelec · h8 černý věž · a7 černý pěšec · b7 černý pěšec · c7 černý pěšec · e7 černý pěšec · f7 černý pěšec · g7 černý pěšec · h7 černý pěšec · f6 černý jezdec · a5 černý dáma · d4 bílý pěšec · c3 bílý jezdec · a2 bílý pěšec · b2 bílý pěšec · c2 bílý pěšec · f2 bílý pěšec · g2 bílý pěšec · h2 bílý pěšec · a1 bílý věž · c1 bílý střelec · d1 bílý dáma · e1 bílý král · f1 bílý střelec · g1 bílý jezdec · h1 bílý věž | a8 černý věž · b8 černý jezdec · c8 černý střelec · e8 černý král · f8 černý střelec · h8 černý věž · a7 černý pěšec · b7 černý pěšec · c7 černý pěšec · e7 černý pěšec · f7 černý pěšec · g7 černý pěšec · h7 černý pěšec · f6 černý jezdec · a5 černý dáma · d4 bílý pěšec · c3 bílý jezdec · a2 bílý pěšec · b2 bílý pěšec · c2 bílý pěšec · f2 bílý pěšec · g2 bílý pěšec · h2 bílý pěšec · a1 bílý věž · c1 bílý střelec · d1 bílý dáma · e1 bílý král · f1 bílý střelec · g1 bílý jezdec · h1 bílý věž | a8 černý věž · b8 černý jezdec · c8 černý střelec · e8 černý král · f8 černý střelec · h8 černý věž · a7 černý pěšec · b7 černý pěšec · c7 černý pěšec · e7 černý pěšec · f7 černý pěšec · g7 černý pěšec · h7 černý pěšec · f6 černý jezdec · a5 černý dáma · d4 bílý pěšec · c3 bílý jezdec · a2 bílý pěšec · b2 bílý pěšec · c2 bílý pěšec · f2 bílý pěšec · g2 bílý pěšec · h2 bílý pěšec · a1 bílý věž · c1 bílý střelec · d1 bílý dáma · e1 bílý král · f1 bílý střelec · g1 bílý jezdec · h1 bílý věž | a8 černý věž · b8 černý jezdec · c8 černý střelec · e8 černý král · f8 černý střelec · h8 černý věž · a7 černý pěšec · b7 černý pěšec · c7 černý pěšec · e7 černý pěšec · f7 černý pěšec · g7 černý pěšec · h7 černý pěšec · f6 černý jezdec · a5 černý dáma · d4 bílý pěšec · c3 bílý jezdec · a2 bílý pěšec · b2 bílý pěšec · c2 bílý pěšec · f2 bílý pěšec · g2 bílý pěšec · h2 bílý pěšec · a1 bílý věž · c1 bílý střelec · d1 bílý dáma · e1 bílý král · f1 bílý střelec · g1 bílý jezdec · h1 bílý věž | 8 |
| 7 | a8 černý věž · b8 černý jezdec · c8 černý střelec · e8 černý král · f8 černý střelec · h8 černý věž · a7 černý pěšec · b7 černý pěšec · c7 černý pěšec · e7 černý pěšec · f7 černý pěšec · g7 černý pěšec · h7 černý pěšec · f6 černý jezdec · a5 černý dáma · d4 bílý pěšec · c3 bílý jezdec · a2 bílý pěšec · b2 bílý pěšec · c2 bílý pěšec · f2 bílý pěšec · g2 bílý pěšec · h2 bílý pěšec · a1 bílý věž · c1 bílý střelec · d1 bílý dáma · e1 bílý král · f1 bílý střelec · g1 bílý jezdec · h1 bílý věž | a8 černý věž · b8 černý jezdec · c8 černý střelec · e8 černý král · f8 černý střelec · h8 černý věž · a7 černý pěšec · b7 černý pěšec · c7 černý pěšec · e7 černý pěšec · f7 černý pěšec · g7 černý pěšec · h7 černý pěšec · f6 černý jezdec · a5 černý dáma · d4 bílý pěšec · c3 bílý jezdec · a2 bílý pěšec · b2 bílý pěšec · c2 bílý pěšec · f2 bílý pěšec · g2 bílý pěšec · h2 bílý pěšec · a1 bílý věž · c1 bílý střelec · d1 bílý dáma · e1 bílý král · f1 bílý střelec · g1 bílý jezdec · h1 bílý věž | a8 černý věž · b8 černý jezdec · c8 černý střelec · e8 černý král · f8 černý střelec · h8 černý věž · a7 černý pěšec · b7 černý pěšec · c7 černý pěšec · e7 černý pěšec · f7 černý pěšec · g7 černý pěšec · h7 černý pěšec · f6 černý jezdec · a5 černý dáma · d4 bílý pěšec · c3 bílý jezdec · a2 bílý pěšec · b2 bílý pěšec · c2 bílý pěšec · f2 bílý pěšec · g2 bílý pěšec · h2 bílý pěšec · a1 bílý věž · c1 bílý střelec · d1 bílý dáma · e1 bílý král · f1 bílý střelec · g1 bílý jezdec · h1 bílý věž | a8 černý věž · b8 černý jezdec · c8 černý střelec · e8 černý král · f8 černý střelec · h8 černý věž · a7 černý pěšec · b7 černý pěšec · c7 černý pěšec · e7 černý pěšec · f7 černý pěšec · g7 černý pěšec · h7 černý pěšec · f6 černý jezdec · a5 černý dáma · d4 bílý pěšec · c3 bílý jezdec · a2 bílý pěšec · b2 bílý pěšec · c2 bílý pěšec · f2 bílý pěšec · g2 bílý pěšec · h2 bílý pěšec · a1 bílý věž · c1 bílý střelec · d1 bílý dáma · e1 bílý král · f1 bílý střelec · g1 bílý jezdec · h1 bílý věž | a8 černý věž · b8 černý jezdec · c8 černý střelec · e8 černý král · f8 černý střelec · h8 černý věž · a7 černý pěšec · b7 černý pěšec · c7 černý pěšec · e7 černý pěšec · f7 černý pěšec · g7 černý pěšec · h7 černý pěšec · f6 černý jezdec · a5 černý dáma · d4 bílý pěšec · c3 bílý jezdec · a2 bílý pěšec · b2 bílý pěšec · c2 bílý pěšec · f2 bílý pěšec · g2 bílý pěšec · h2 bílý pěšec · a1 bílý věž · c1 bílý střelec · d1 bílý dáma · e1 bílý král · f1 bílý střelec · g1 bílý jezdec · h1 bílý věž | a8 černý věž · b8 černý jezdec · c8 černý střelec · e8 černý král · f8 černý střelec · h8 černý věž · a7 černý pěšec · b7 černý pěšec · c7 černý pěšec · e7 černý pěšec · f7 černý pěšec · g7 černý pěšec · h7 černý pěšec · f6 černý jezdec · a5 černý dáma · d4 bílý pěšec · c3 bílý jezdec · a2 bílý pěšec · b2 bílý pěšec · c2 bílý pěšec · f2 bílý pěšec · g2 bílý pěšec · h2 bílý pěšec · a1 bílý věž · c1 bílý střelec · d1 bílý dáma · e1 bílý král · f1 bílý střelec · g1 bílý jezdec · h1 bílý věž | a8 černý věž · b8 černý jezdec · c8 černý střelec · e8 černý král · f8 černý střelec · h8 černý věž · a7 černý pěšec · b7 černý pěšec · c7 černý pěšec · e7 černý pěšec · f7 černý pěšec · g7 černý pěšec · h7 černý pěšec · f6 černý jezdec · a5 černý dáma · d4 bílý pěšec · c3 bílý jezdec · a2 bílý pěšec · b2 bílý pěšec · c2 bílý pěšec · f2 bílý pěšec · g2 bílý pěšec · h2 bílý pěšec · a1 bílý věž · c1 bílý střelec · d1 bílý dáma · e1 bílý král · f1 bílý střelec · g1 bílý jezdec · h1 bílý věž | a8 černý věž · b8 černý jezdec · c8 černý střelec · e8 černý král · f8 černý střelec · h8 černý věž · a7 černý pěšec · b7 černý pěšec · c7 černý pěšec · e7 černý pěšec · f7 černý pěšec · g7 černý pěšec · h7 černý pěšec · f6 černý jezdec · a5 černý dáma · d4 bílý pěšec · c3 bílý jezdec · a2 bílý pěšec · b2 bílý pěšec · c2 bílý pěšec · f2 bílý pěšec · g2 bílý pěšec · h2 bílý pěšec · a1 bílý věž · c1 bílý střelec · d1 bílý dáma · e1 bílý král · f1 bílý střelec · g1 bílý jezdec · h1 bílý věž | 7 |
| 6 | a8 černý věž · b8 černý jezdec · c8 černý střelec · e8 černý král · f8 černý střelec · h8 černý věž · a7 černý pěšec · b7 černý pěšec · c7 černý pěšec · e7 černý pěšec · f7 černý pěšec · g7 černý pěšec · h7 černý pěšec · f6 černý jezdec · a5 černý dáma · d4 bílý pěšec · c3 bílý jezdec · a2 bílý pěšec · b2 bílý pěšec · c2 bílý pěšec · f2 bílý pěšec · g2 bílý pěšec · h2 bílý pěšec · a1 bílý věž · c1 bílý střelec · d1 bílý dáma · e1 bílý král · f1 bílý střelec · g1 bílý jezdec · h1 bílý věž | a8 černý věž · b8 černý jezdec · c8 černý střelec · e8 černý král · f8 černý střelec · h8 černý věž · a7 černý pěšec · b7 černý pěšec · c7 černý pěšec · e7 černý pěšec · f7 černý pěšec · g7 černý pěšec · h7 černý pěšec · f6 černý jezdec · a5 černý dáma · d4 bílý pěšec · c3 bílý jezdec · a2 bílý pěšec · b2 bílý pěšec · c2 bílý pěšec · f2 bílý pěšec · g2 bílý pěšec · h2 bílý pěšec · a1 bílý věž · c1 bílý střelec · d1 bílý dáma · e1 bílý král · f1 bílý střelec · g1 bílý jezdec · h1 bílý věž | a8 černý věž · b8 černý jezdec · c8 černý střelec · e8 černý král · f8 černý střelec · h8 černý věž · a7 černý pěšec · b7 černý pěšec · c7 černý pěšec · e7 černý pěšec · f7 černý pěšec · g7 černý pěšec · h7 černý pěšec · f6 černý jezdec · a5 černý dáma · d4 bílý pěšec · c3 bílý jezdec · a2 bílý pěšec · b2 bílý pěšec · c2 bílý pěšec · f2 bílý pěšec · g2 bílý pěšec · h2 bílý pěšec · a1 bílý věž · c1 bílý střelec · d1 bílý dáma · e1 bílý král · f1 bílý střelec · g1 bílý jezdec · h1 bílý věž | a8 černý věž · b8 černý jezdec · c8 černý střelec · e8 černý král · f8 černý střelec · h8 černý věž · a7 černý pěšec · b7 černý pěšec · c7 černý pěšec · e7 černý pěšec · f7 černý pěšec · g7 černý pěšec · h7 černý pěšec · f6 černý jezdec · a5 černý dáma · d4 bílý pěšec · c3 bílý jezdec · a2 bílý pěšec · b2 bílý pěšec · c2 bílý pěšec · f2 bílý pěšec · g2 bílý pěšec · h2 bílý pěšec · a1 bílý věž · c1 bílý střelec · d1 bílý dáma · e1 bílý král · f1 bílý střelec · g1 bílý jezdec · h1 bílý věž | a8 černý věž · b8 černý jezdec · c8 černý střelec · e8 černý král · f8 černý střelec · h8 černý věž · a7 černý pěšec · b7 černý pěšec · c7 černý pěšec · e7 černý pěšec · f7 černý pěšec · g7 černý pěšec · h7 černý pěšec · f6 černý jezdec · a5 černý dáma · d4 bílý pěšec · c3 bílý jezdec · a2 bílý pěšec · b2 bílý pěšec · c2 bílý pěšec · f2 bílý pěšec · g2 bílý pěšec · h2 bílý pěšec · a1 bílý věž · c1 bílý střelec · d1 bílý dáma · e1 bílý král · f1 bílý střelec · g1 bílý jezdec · h1 bílý věž | a8 černý věž · b8 černý jezdec · c8 černý střelec · e8 černý král · f8 černý střelec · h8 černý věž · a7 černý pěšec · b7 černý pěšec · c7 černý pěšec · e7 černý pěšec · f7 černý pěšec · g7 černý pěšec · h7 černý pěšec · f6 černý jezdec · a5 černý dáma · d4 bílý pěšec · c3 bílý jezdec · a2 bílý pěšec · b2 bílý pěšec · c2 bílý pěšec · f2 bílý pěšec · g2 bílý pěšec · h2 bílý pěšec · a1 bílý věž · c1 bílý střelec · d1 bílý dáma · e1 bílý král · f1 bílý střelec · g1 bílý jezdec · h1 bílý věž | a8 černý věž · b8 černý jezdec · c8 černý střelec · e8 černý král · f8 černý střelec · h8 černý věž · a7 černý pěšec · b7 černý pěšec · c7 černý pěšec · e7 černý pěšec · f7 černý pěšec · g7 černý pěšec · h7 černý pěšec · f6 černý jezdec · a5 černý dáma · d4 bílý pěšec · c3 bílý jezdec · a2 bílý pěšec · b2 bílý pěšec · c2 bílý pěšec · f2 bílý pěšec · g2 bílý pěšec · h2 bílý pěšec · a1 bílý věž · c1 bílý střelec · d1 bílý dáma · e1 bílý král · f1 bílý střelec · g1 bílý jezdec · h1 bílý věž | a8 černý věž · b8 černý jezdec · c8 černý střelec · e8 černý král · f8 černý střelec · h8 černý věž · a7 černý pěšec · b7 černý pěšec · c7 černý pěšec · e7 černý pěšec · f7 černý pěšec · g7 černý pěšec · h7 černý pěšec · f6 černý jezdec · a5 černý dáma · d4 bílý pěšec · c3 bílý jezdec · a2 bílý pěšec · b2 bílý pěšec · c2 bílý pěšec · f2 bílý pěšec · g2 bílý pěšec · h2 bílý pěšec · a1 bílý věž · c1 bílý střelec · d1 bílý dáma · e1 bílý král · f1 bílý střelec · g1 bílý jezdec · h1 bílý věž | 6 |
| 5 | a8 černý věž · b8 černý jezdec · c8 černý střelec · e8 černý král · f8 černý střelec · h8 černý věž · a7 černý pěšec · b7 černý pěšec · c7 černý pěšec · e7 černý pěšec · f7 černý pěšec · g7 černý pěšec · h7 černý pěšec · f6 černý jezdec · a5 černý dáma · d4 bílý pěšec · c3 bílý jezdec · a2 bílý pěšec · b2 bílý pěšec · c2 bílý pěšec · f2 bílý pěšec · g2 bílý pěšec · h2 bílý pěšec · a1 bílý věž · c1 bílý střelec · d1 bílý dáma · e1 bílý král · f1 bílý střelec · g1 bílý jezdec · h1 bílý věž | a8 černý věž · b8 černý jezdec · c8 černý střelec · e8 černý král · f8 černý střelec · h8 černý věž · a7 černý pěšec · b7 černý pěšec · c7 černý pěšec · e7 černý pěšec · f7 černý pěšec · g7 černý pěšec · h7 černý pěšec · f6 černý jezdec · a5 černý dáma · d4 bílý pěšec · c3 bílý jezdec · a2 bílý pěšec · b2 bílý pěšec · c2 bílý pěšec · f2 bílý pěšec · g2 bílý pěšec · h2 bílý pěšec · a1 bílý věž · c1 bílý střelec · d1 bílý dáma · e1 bílý král · f1 bílý střelec · g1 bílý jezdec · h1 bílý věž | a8 černý věž · b8 černý jezdec · c8 černý střelec · e8 černý král · f8 černý střelec · h8 černý věž · a7 černý pěšec · b7 černý pěšec · c7 černý pěšec · e7 černý pěšec · f7 černý pěšec · g7 černý pěšec · h7 černý pěšec · f6 černý jezdec · a5 černý dáma · d4 bílý pěšec · c3 bílý jezdec · a2 bílý pěšec · b2 bílý pěšec · c2 bílý pěšec · f2 bílý pěšec · g2 bílý pěšec · h2 bílý pěšec · a1 bílý věž · c1 bílý střelec · d1 bílý dáma · e1 bílý král · f1 bílý střelec · g1 bílý jezdec · h1 bílý věž | a8 černý věž · b8 černý jezdec · c8 černý střelec · e8 černý král · f8 černý střelec · h8 černý věž · a7 černý pěšec · b7 černý pěšec · c7 černý pěšec · e7 černý pěšec · f7 černý pěšec · g7 černý pěšec · h7 černý pěšec · f6 černý jezdec · a5 černý dáma · d4 bílý pěšec · c3 bílý jezdec · a2 bílý pěšec · b2 bílý pěšec · c2 bílý pěšec · f2 bílý pěšec · g2 bílý pěšec · h2 bílý pěšec · a1 bílý věž · c1 bílý střelec · d1 bílý dáma · e1 bílý král · f1 bílý střelec · g1 bílý jezdec · h1 bílý věž | a8 černý věž · b8 černý jezdec · c8 černý střelec · e8 černý král · f8 černý střelec · h8 černý věž · a7 černý pěšec · b7 černý pěšec · c7 černý pěšec · e7 černý pěšec · f7 černý pěšec · g7 černý pěšec · h7 černý pěšec · f6 černý jezdec · a5 černý dáma · d4 bílý pěšec · c3 bílý jezdec · a2 bílý pěšec · b2 bílý pěšec · c2 bílý pěšec · f2 bílý pěšec · g2 bílý pěšec · h2 bílý pěšec · a1 bílý věž · c1 bílý střelec · d1 bílý dáma · e1 bílý král · f1 bílý střelec · g1 bílý jezdec · h1 bílý věž | a8 černý věž · b8 černý jezdec · c8 černý střelec · e8 černý král · f8 černý střelec · h8 černý věž · a7 černý pěšec · b7 černý pěšec · c7 černý pěšec · e7 černý pěšec · f7 černý pěšec · g7 černý pěšec · h7 černý pěšec · f6 černý jezdec · a5 černý dáma · d4 bílý pěšec · c3 bílý jezdec · a2 bílý pěšec · b2 bílý pěšec · c2 bílý pěšec · f2 bílý pěšec · g2 bílý pěšec · h2 bílý pěšec · a1 bílý věž · c1 bílý střelec · d1 bílý dáma · e1 bílý král · f1 bílý střelec · g1 bílý jezdec · h1 bílý věž | a8 černý věž · b8 černý jezdec · c8 černý střelec · e8 černý král · f8 černý střelec · h8 černý věž · a7 černý pěšec · b7 černý pěšec · c7 černý pěšec · e7 černý pěšec · f7 černý pěšec · g7 černý pěšec · h7 černý pěšec · f6 černý jezdec · a5 černý dáma · d4 bílý pěšec · c3 bílý jezdec · a2 bílý pěšec · b2 bílý pěšec · c2 bílý pěšec · f2 bílý pěšec · g2 bílý pěšec · h2 bílý pěšec · a1 bílý věž · c1 bílý střelec · d1 bílý dáma · e1 bílý král · f1 bílý střelec · g1 bílý jezdec · h1 bílý věž | a8 černý věž · b8 černý jezdec · c8 černý střelec · e8 černý král · f8 černý střelec · h8 černý věž · a7 černý pěšec · b7 černý pěšec · c7 černý pěšec · e7 černý pěšec · f7 černý pěšec · g7 černý pěšec · h7 černý pěšec · f6 černý jezdec · a5 černý dáma · d4 bílý pěšec · c3 bílý jezdec · a2 bílý pěšec · b2 bílý pěšec · c2 bílý pěšec · f2 bílý pěšec · g2 bílý pěšec · h2 bílý pěšec · a1 bílý věž · c1 bílý střelec · d1 bílý dáma · e1 bílý král · f1 bílý střelec · g1 bílý jezdec · h1 bílý věž | 5 |
| 4 | a8 černý věž · b8 černý jezdec · c8 černý střelec · e8 černý král · f8 černý střelec · h8 černý věž · a7 černý pěšec · b7 černý pěšec · c7 černý pěšec · e7 černý pěšec · f7 černý pěšec · g7 černý pěšec · h7 černý pěšec · f6 černý jezdec · a5 černý dáma · d4 bílý pěšec · c3 bílý jezdec · a2 bílý pěšec · b2 bílý pěšec · c2 bílý pěšec · f2 bílý pěšec · g2 bílý pěšec · h2 bílý pěšec · a1 bílý věž · c1 bílý střelec · d1 bílý dáma · e1 bílý král · f1 bílý střelec · g1 bílý jezdec · h1 bílý věž | a8 černý věž · b8 černý jezdec · c8 černý střelec · e8 černý král · f8 černý střelec · h8 černý věž · a7 černý pěšec · b7 černý pěšec · c7 černý pěšec · e7 černý pěšec · f7 černý pěšec · g7 černý pěšec · h7 černý pěšec · f6 černý jezdec · a5 černý dáma · d4 bílý pěšec · c3 bílý jezdec · a2 bílý pěšec · b2 bílý pěšec · c2 bílý pěšec · f2 bílý pěšec · g2 bílý pěšec · h2 bílý pěšec · a1 bílý věž · c1 bílý střelec · d1 bílý dáma · e1 bílý král · f1 bílý střelec · g1 bílý jezdec · h1 bílý věž | a8 černý věž · b8 černý jezdec · c8 černý střelec · e8 černý král · f8 černý střelec · h8 černý věž · a7 černý pěšec · b7 černý pěšec · c7 černý pěšec · e7 černý pěšec · f7 černý pěšec · g7 černý pěšec · h7 černý pěšec · f6 černý jezdec · a5 černý dáma · d4 bílý pěšec · c3 bílý jezdec · a2 bílý pěšec · b2 bílý pěšec · c2 bílý pěšec · f2 bílý pěšec · g2 bílý pěšec · h2 bílý pěšec · a1 bílý věž · c1 bílý střelec · d1 bílý dáma · e1 bílý král · f1 bílý střelec · g1 bílý jezdec · h1 bílý věž | a8 černý věž · b8 černý jezdec · c8 černý střelec · e8 černý král · f8 černý střelec · h8 černý věž · a7 černý pěšec · b7 černý pěšec · c7 černý pěšec · e7 černý pěšec · f7 černý pěšec · g7 černý pěšec · h7 černý pěšec · f6 černý jezdec · a5 černý dáma · d4 bílý pěšec · c3 bílý jezdec · a2 bílý pěšec · b2 bílý pěšec · c2 bílý pěšec · f2 bílý pěšec · g2 bílý pěšec · h2 bílý pěšec · a1 bílý věž · c1 bílý střelec · d1 bílý dáma · e1 bílý král · f1 bílý střelec · g1 bílý jezdec · h1 bílý věž | a8 černý věž · b8 černý jezdec · c8 černý střelec · e8 černý král · f8 černý střelec · h8 černý věž · a7 černý pěšec · b7 černý pěšec · c7 černý pěšec · e7 černý pěšec · f7 černý pěšec · g7 černý pěšec · h7 černý pěšec · f6 černý jezdec · a5 černý dáma · d4 bílý pěšec · c3 bílý jezdec · a2 bílý pěšec · b2 bílý pěšec · c2 bílý pěšec · f2 bílý pěšec · g2 bílý pěšec · h2 bílý pěšec · a1 bílý věž · c1 bílý střelec · d1 bílý dáma · e1 bílý král · f1 bílý střelec · g1 bílý jezdec · h1 bílý věž | a8 černý věž · b8 černý jezdec · c8 černý střelec · e8 černý král · f8 černý střelec · h8 černý věž · a7 černý pěšec · b7 černý pěšec · c7 černý pěšec · e7 černý pěšec · f7 černý pěšec · g7 černý pěšec · h7 černý pěšec · f6 černý jezdec · a5 černý dáma · d4 bílý pěšec · c3 bílý jezdec · a2 bílý pěšec · b2 bílý pěšec · c2 bílý pěšec · f2 bílý pěšec · g2 bílý pěšec · h2 bílý pěšec · a1 bílý věž · c1 bílý střelec · d1 bílý dáma · e1 bílý král · f1 bílý střelec · g1 bílý jezdec · h1 bílý věž | a8 černý věž · b8 černý jezdec · c8 černý střelec · e8 černý král · f8 černý střelec · h8 černý věž · a7 černý pěšec · b7 černý pěšec · c7 černý pěšec · e7 černý pěšec · f7 černý pěšec · g7 černý pěšec · h7 černý pěšec · f6 černý jezdec · a5 černý dáma · d4 bílý pěšec · c3 bílý jezdec · a2 bílý pěšec · b2 bílý pěšec · c2 bílý pěšec · f2 bílý pěšec · g2 bílý pěšec · h2 bílý pěšec · a1 bílý věž · c1 bílý střelec · d1 bílý dáma · e1 bílý král · f1 bílý střelec · g1 bílý jezdec · h1 bílý věž | a8 černý věž · b8 černý jezdec · c8 černý střelec · e8 černý král · f8 černý střelec · h8 černý věž · a7 černý pěšec · b7 černý pěšec · c7 černý pěšec · e7 černý pěšec · f7 černý pěšec · g7 černý pěšec · h7 černý pěšec · f6 černý jezdec · a5 černý dáma · d4 bílý pěšec · c3 bílý jezdec · a2 bílý pěšec · b2 bílý pěšec · c2 bílý pěšec · f2 bílý pěšec · g2 bílý pěšec · h2 bílý pěšec · a1 bílý věž · c1 bílý střelec · d1 bílý dáma · e1 bílý král · f1 bílý střelec · g1 bílý jezdec · h1 bílý věž | 4 |
| 3 | a8 černý věž · b8 černý jezdec · c8 černý střelec · e8 černý král · f8 černý střelec · h8 černý věž · a7 černý pěšec · b7 černý pěšec · c7 černý pěšec · e7 černý pěšec · f7 černý pěšec · g7 černý pěšec · h7 černý pěšec · f6 černý jezdec · a5 černý dáma · d4 bílý pěšec · c3 bílý jezdec · a2 bílý pěšec · b2 bílý pěšec · c2 bílý pěšec · f2 bílý pěšec · g2 bílý pěšec · h2 bílý pěšec · a1 bílý věž · c1 bílý střelec · d1 bílý dáma · e1 bílý král · f1 bílý střelec · g1 bílý jezdec · h1 bílý věž | a8 černý věž · b8 černý jezdec · c8 černý střelec · e8 černý král · f8 černý střelec · h8 černý věž · a7 černý pěšec · b7 černý pěšec · c7 černý pěšec · e7 černý pěšec · f7 černý pěšec · g7 černý pěšec · h7 černý pěšec · f6 černý jezdec · a5 černý dáma · d4 bílý pěšec · c3 bílý jezdec · a2 bílý pěšec · b2 bílý pěšec · c2 bílý pěšec · f2 bílý pěšec · g2 bílý pěšec · h2 bílý pěšec · a1 bílý věž · c1 bílý střelec · d1 bílý dáma · e1 bílý král · f1 bílý střelec · g1 bílý jezdec · h1 bílý věž | a8 černý věž · b8 černý jezdec · c8 černý střelec · e8 černý král · f8 černý střelec · h8 černý věž · a7 černý pěšec · b7 černý pěšec · c7 černý pěšec · e7 černý pěšec · f7 černý pěšec · g7 černý pěšec · h7 černý pěšec · f6 černý jezdec · a5 černý dáma · d4 bílý pěšec · c3 bílý jezdec · a2 bílý pěšec · b2 bílý pěšec · c2 bílý pěšec · f2 bílý pěšec · g2 bílý pěšec · h2 bílý pěšec · a1 bílý věž · c1 bílý střelec · d1 bílý dáma · e1 bílý král · f1 bílý střelec · g1 bílý jezdec · h1 bílý věž | a8 černý věž · b8 černý jezdec · c8 černý střelec · e8 černý král · f8 černý střelec · h8 černý věž · a7 černý pěšec · b7 černý pěšec · c7 černý pěšec · e7 černý pěšec · f7 černý pěšec · g7 černý pěšec · h7 černý pěšec · f6 černý jezdec · a5 černý dáma · d4 bílý pěšec · c3 bílý jezdec · a2 bílý pěšec · b2 bílý pěšec · c2 bílý pěšec · f2 bílý pěšec · g2 bílý pěšec · h2 bílý pěšec · a1 bílý věž · c1 bílý střelec · d1 bílý dáma · e1 bílý král · f1 bílý střelec · g1 bílý jezdec · h1 bílý věž | a8 černý věž · b8 černý jezdec · c8 černý střelec · e8 černý král · f8 černý střelec · h8 černý věž · a7 černý pěšec · b7 černý pěšec · c7 černý pěšec · e7 černý pěšec · f7 černý pěšec · g7 černý pěšec · h7 černý pěšec · f6 černý jezdec · a5 černý dáma · d4 bílý pěšec · c3 bílý jezdec · a2 bílý pěšec · b2 bílý pěšec · c2 bílý pěšec · f2 bílý pěšec · g2 bílý pěšec · h2 bílý pěšec · a1 bílý věž · c1 bílý střelec · d1 bílý dáma · e1 bílý král · f1 bílý střelec · g1 bílý jezdec · h1 bílý věž | a8 černý věž · b8 černý jezdec · c8 černý střelec · e8 černý král · f8 černý střelec · h8 černý věž · a7 černý pěšec · b7 černý pěšec · c7 černý pěšec · e7 černý pěšec · f7 černý pěšec · g7 černý pěšec · h7 černý pěšec · f6 černý jezdec · a5 černý dáma · d4 bílý pěšec · c3 bílý jezdec · a2 bílý pěšec · b2 bílý pěšec · c2 bílý pěšec · f2 bílý pěšec · g2 bílý pěšec · h2 bílý pěšec · a1 bílý věž · c1 bílý střelec · d1 bílý dáma · e1 bílý král · f1 bílý střelec · g1 bílý jezdec · h1 bílý věž | a8 černý věž · b8 černý jezdec · c8 černý střelec · e8 černý král · f8 černý střelec · h8 černý věž · a7 černý pěšec · b7 černý pěšec · c7 černý pěšec · e7 černý pěšec · f7 černý pěšec · g7 černý pěšec · h7 černý pěšec · f6 černý jezdec · a5 černý dáma · d4 bílý pěšec · c3 bílý jezdec · a2 bílý pěšec · b2 bílý pěšec · c2 bílý pěšec · f2 bílý pěšec · g2 bílý pěšec · h2 bílý pěšec · a1 bílý věž · c1 bílý střelec · d1 bílý dáma · e1 bílý král · f1 bílý střelec · g1 bílý jezdec · h1 bílý věž | a8 černý věž · b8 černý jezdec · c8 černý střelec · e8 černý král · f8 černý střelec · h8 černý věž · a7 černý pěšec · b7 černý pěšec · c7 černý pěšec · e7 černý pěšec · f7 černý pěšec · g7 černý pěšec · h7 černý pěšec · f6 černý jezdec · a5 černý dáma · d4 bílý pěšec · c3 bílý jezdec · a2 bílý pěšec · b2 bílý pěšec · c2 bílý pěšec · f2 bílý pěšec · g2 bílý pěšec · h2 bílý pěšec · a1 bílý věž · c1 bílý střelec · d1 bílý dáma · e1 bílý král · f1 bílý střelec · g1 bílý jezdec · h1 bílý věž | 3 |
| 2 | a8 černý věž · b8 černý jezdec · c8 černý střelec · e8 černý král · f8 černý střelec · h8 černý věž · a7 černý pěšec · b7 černý pěšec · c7 černý pěšec · e7 černý pěšec · f7 černý pěšec · g7 černý pěšec · h7 černý pěšec · f6 černý jezdec · a5 černý dáma · d4 bílý pěšec · c3 bílý jezdec · a2 bílý pěšec · b2 bílý pěšec · c2 bílý pěšec · f2 bílý pěšec · g2 bílý pěšec · h2 bílý pěšec · a1 bílý věž · c1 bílý střelec · d1 bílý dáma · e1 bílý král · f1 bílý střelec · g1 bílý jezdec · h1 bílý věž | a8 černý věž · b8 černý jezdec · c8 černý střelec · e8 černý král · f8 černý střelec · h8 černý věž · a7 černý pěšec · b7 černý pěšec · c7 černý pěšec · e7 černý pěšec · f7 černý pěšec · g7 černý pěšec · h7 černý pěšec · f6 černý jezdec · a5 černý dáma · d4 bílý pěšec · c3 bílý jezdec · a2 bílý pěšec · b2 bílý pěšec · c2 bílý pěšec · f2 bílý pěšec · g2 bílý pěšec · h2 bílý pěšec · a1 bílý věž · c1 bílý střelec · d1 bílý dáma · e1 bílý král · f1 bílý střelec · g1 bílý jezdec · h1 bílý věž | a8 černý věž · b8 černý jezdec · c8 černý střelec · e8 černý král · f8 černý střelec · h8 černý věž · a7 černý pěšec · b7 černý pěšec · c7 černý pěšec · e7 černý pěšec · f7 černý pěšec · g7 černý pěšec · h7 černý pěšec · f6 černý jezdec · a5 černý dáma · d4 bílý pěšec · c3 bílý jezdec · a2 bílý pěšec · b2 bílý pěšec · c2 bílý pěšec · f2 bílý pěšec · g2 bílý pěšec · h2 bílý pěšec · a1 bílý věž · c1 bílý střelec · d1 bílý dáma · e1 bílý král · f1 bílý střelec · g1 bílý jezdec · h1 bílý věž | a8 černý věž · b8 černý jezdec · c8 černý střelec · e8 černý král · f8 černý střelec · h8 černý věž · a7 černý pěšec · b7 černý pěšec · c7 černý pěšec · e7 černý pěšec · f7 černý pěšec · g7 černý pěšec · h7 černý pěšec · f6 černý jezdec · a5 černý dáma · d4 bílý pěšec · c3 bílý jezdec · a2 bílý pěšec · b2 bílý pěšec · c2 bílý pěšec · f2 bílý pěšec · g2 bílý pěšec · h2 bílý pěšec · a1 bílý věž · c1 bílý střelec · d1 bílý dáma · e1 bílý král · f1 bílý střelec · g1 bílý jezdec · h1 bílý věž | a8 černý věž · b8 černý jezdec · c8 černý střelec · e8 černý král · f8 černý střelec · h8 černý věž · a7 černý pěšec · b7 černý pěšec · c7 černý pěšec · e7 černý pěšec · f7 černý pěšec · g7 černý pěšec · h7 černý pěšec · f6 černý jezdec · a5 černý dáma · d4 bílý pěšec · c3 bílý jezdec · a2 bílý pěšec · b2 bílý pěšec · c2 bílý pěšec · f2 bílý pěšec · g2 bílý pěšec · h2 bílý pěšec · a1 bílý věž · c1 bílý střelec · d1 bílý dáma · e1 bílý král · f1 bílý střelec · g1 bílý jezdec · h1 bílý věž | a8 černý věž · b8 černý jezdec · c8 černý střelec · e8 černý král · f8 černý střelec · h8 černý věž · a7 černý pěšec · b7 černý pěšec · c7 černý pěšec · e7 černý pěšec · f7 černý pěšec · g7 černý pěšec · h7 černý pěšec · f6 černý jezdec · a5 černý dáma · d4 bílý pěšec · c3 bílý jezdec · a2 bílý pěšec · b2 bílý pěšec · c2 bílý pěšec · f2 bílý pěšec · g2 bílý pěšec · h2 bílý pěšec · a1 bílý věž · c1 bílý střelec · d1 bílý dáma · e1 bílý král · f1 bílý střelec · g1 bílý jezdec · h1 bílý věž | a8 černý věž · b8 černý jezdec · c8 černý střelec · e8 černý král · f8 černý střelec · h8 černý věž · a7 černý pěšec · b7 černý pěšec · c7 černý pěšec · e7 černý pěšec · f7 černý pěšec · g7 černý pěšec · h7 černý pěšec · f6 černý jezdec · a5 černý dáma · d4 bílý pěšec · c3 bílý jezdec · a2 bílý pěšec · b2 bílý pěšec · c2 bílý pěšec · f2 bílý pěšec · g2 bílý pěšec · h2 bílý pěšec · a1 bílý věž · c1 bílý střelec · d1 bílý dáma · e1 bílý král · f1 bílý střelec · g1 bílý jezdec · h1 bílý věž | a8 černý věž · b8 černý jezdec · c8 černý střelec · e8 černý král · f8 černý střelec · h8 černý věž · a7 černý pěšec · b7 černý pěšec · c7 černý pěšec · e7 černý pěšec · f7 černý pěšec · g7 černý pěšec · h7 černý pěšec · f6 černý jezdec · a5 černý dáma · d4 bílý pěšec · c3 bílý jezdec · a2 bílý pěšec · b2 bílý pěšec · c2 bílý pěšec · f2 bílý pěšec · g2 bílý pěšec · h2 bílý pěšec · a1 bílý věž · c1 bílý střelec · d1 bílý dáma · e1 bílý král · f1 bílý střelec · g1 bílý jezdec · h1 bílý věž | 2 |
| 1 | a8 černý věž · b8 černý jezdec · c8 černý střelec · e8 černý král · f8 černý střelec · h8 černý věž · a7 černý pěšec · b7 černý pěšec · c7 černý pěšec · e7 černý pěšec · f7 černý pěšec · g7 černý pěšec · h7 černý pěšec · f6 černý jezdec · a5 černý dáma · d4 bílý pěšec · c3 bílý jezdec · a2 bílý pěšec · b2 bílý pěšec · c2 bílý pěšec · f2 bílý pěšec · g2 bílý pěšec · h2 bílý pěšec · a1 bílý věž · c1 bílý střelec · d1 bílý dáma · e1 bílý král · f1 bílý střelec · g1 bílý jezdec · h1 bílý věž | a8 černý věž · b8 černý jezdec · c8 černý střelec · e8 černý král · f8 černý střelec · h8 černý věž · a7 černý pěšec · b7 černý pěšec · c7 černý pěšec · e7 černý pěšec · f7 černý pěšec · g7 černý pěšec · h7 černý pěšec · f6 černý jezdec · a5 černý dáma · d4 bílý pěšec · c3 bílý jezdec · a2 bílý pěšec · b2 bílý pěšec · c2 bílý pěšec · f2 bílý pěšec · g2 bílý pěšec · h2 bílý pěšec · a1 bílý věž · c1 bílý střelec · d1 bílý dáma · e1 bílý král · f1 bílý střelec · g1 bílý jezdec · h1 bílý věž | a8 černý věž · b8 černý jezdec · c8 černý střelec · e8 černý král · f8 černý střelec · h8 černý věž · a7 černý pěšec · b7 černý pěšec · c7 černý pěšec · e7 černý pěšec · f7 černý pěšec · g7 černý pěšec · h7 černý pěšec · f6 černý jezdec · a5 černý dáma · d4 bílý pěšec · c3 bílý jezdec · a2 bílý pěšec · b2 bílý pěšec · c2 bílý pěšec · f2 bílý pěšec · g2 bílý pěšec · h2 bílý pěšec · a1 bílý věž · c1 bílý střelec · d1 bílý dáma · e1 bílý král · f1 bílý střelec · g1 bílý jezdec · h1 bílý věž | a8 černý věž · b8 černý jezdec · c8 černý střelec · e8 černý král · f8 černý střelec · h8 černý věž · a7 černý pěšec · b7 černý pěšec · c7 černý pěšec · e7 černý pěšec · f7 černý pěšec · g7 černý pěšec · h7 černý pěšec · f6 černý jezdec · a5 černý dáma · d4 bílý pěšec · c3 bílý jezdec · a2 bílý pěšec · b2 bílý pěšec · c2 bílý pěšec · f2 bílý pěšec · g2 bílý pěšec · h2 bílý pěšec · a1 bílý věž · c1 bílý střelec · d1 bílý dáma · e1 bílý král · f1 bílý střelec · g1 bílý jezdec · h1 bílý věž | a8 černý věž · b8 černý jezdec · c8 černý střelec · e8 černý král · f8 černý střelec · h8 černý věž · a7 černý pěšec · b7 černý pěšec · c7 černý pěšec · e7 černý pěšec · f7 černý pěšec · g7 černý pěšec · h7 černý pěšec · f6 černý jezdec · a5 černý dáma · d4 bílý pěšec · c3 bílý jezdec · a2 bílý pěšec · b2 bílý pěšec · c2 bílý pěšec · f2 bílý pěšec · g2 bílý pěšec · h2 bílý pěšec · a1 bílý věž · c1 bílý střelec · d1 bílý dáma · e1 bílý král · f1 bílý střelec · g1 bílý jezdec · h1 bílý věž | a8 černý věž · b8 černý jezdec · c8 černý střelec · e8 černý král · f8 černý střelec · h8 černý věž · a7 černý pěšec · b7 černý pěšec · c7 černý pěšec · e7 černý pěšec · f7 černý pěšec · g7 černý pěšec · h7 černý pěšec · f6 černý jezdec · a5 černý dáma · d4 bílý pěšec · c3 bílý jezdec · a2 bílý pěšec · b2 bílý pěšec · c2 bílý pěšec · f2 bílý pěšec · g2 bílý pěšec · h2 bílý pěšec · a1 bílý věž · c1 bílý střelec · d1 bílý dáma · e1 bílý král · f1 bílý střelec · g1 bílý jezdec · h1 bílý věž | a8 černý věž · b8 černý jezdec · c8 černý střelec · e8 černý král · f8 černý střelec · h8 černý věž · a7 černý pěšec · b7 černý pěšec · c7 černý pěšec · e7 černý pěšec · f7 černý pěšec · g7 černý pěšec · h7 černý pěšec · f6 černý jezdec · a5 černý dáma · d4 bílý pěšec · c3 bílý jezdec · a2 bílý pěšec · b2 bílý pěšec · c2 bílý pěšec · f2 bílý pěšec · g2 bílý pěšec · h2 bílý pěšec · a1 bílý věž · c1 bílý střelec · d1 bílý dáma · e1 bílý král · f1 bílý střelec · g1 bílý jezdec · h1 bílý věž | a8 černý věž · b8 černý jezdec · c8 černý střelec · e8 černý král · f8 černý střelec · h8 černý věž · a7 černý pěšec · b7 černý pěšec · c7 černý pěšec · e7 černý pěšec · f7 černý pěšec · g7 černý pěšec · h7 černý pěšec · f6 černý jezdec · a5 černý dáma · d4 bílý pěšec · c3 bílý jezdec · a2 bílý pěšec · b2 bílý pěšec · c2 bílý pěšec · f2 bílý pěšec · g2 bílý pěšec · h2 bílý pěšec · a1 bílý věž · c1 bílý střelec · d1 bílý dáma · e1 bílý král · f1 bílý střelec · g1 bílý jezdec · h1 bílý věž | 1 |
|   | a | b | c | d | e | f | g | h |   |

3.Jc3
- 3.d4 e5!

3...Da5!
- 3...Dd8?! s horší hrou, bílý má náskok ve vývinu
- 3...Dd6 méně častý ústup

4.d4
- 4.b4?! riskantní gambit

4...Jf6 5.Jf3
- 5.Sc4
- 5.Sd2

5...c6
- 5...Jc6
- 5...Sg4 6.h3 Sh5 7.g4 Sg6 8.Je5 e6 bílá má aktivní hru, dříve hlavní pokračování, nyní se hraje vzácně

|   | a | b | c | d | e | f | g | h |   |
| 8 | a8 černý věž · b8 černý jezdec · e8 černý král · f8 černý střelec · h8 černý věž · a7 černý pěšec · b7 černý pěšec · f7 černý pěšec · g7 černý pěšec · h7 černý pěšec · c6 černý pěšec · e6 černý pěšec · f6 černý jezdec · a5 černý dáma · f5 černý střelec · c4 bílý střelec · d4 bílý pěšec · c3 bílý jezdec · f3 bílý jezdec · a2 bílý pěšec · b2 bílý pěšec · c2 bílý pěšec · d2 bílý střelec · f2 bílý pěšec · g2 bílý pěšec · h2 bílý pěšec · a1 bílý věž · d1 bílý dáma · e1 bílý král · h1 bílý věž | a8 černý věž · b8 černý jezdec · e8 černý král · f8 černý střelec · h8 černý věž · a7 černý pěšec · b7 černý pěšec · f7 černý pěšec · g7 černý pěšec · h7 černý pěšec · c6 černý pěšec · e6 černý pěšec · f6 černý jezdec · a5 černý dáma · f5 černý střelec · c4 bílý střelec · d4 bílý pěšec · c3 bílý jezdec · f3 bílý jezdec · a2 bílý pěšec · b2 bílý pěšec · c2 bílý pěšec · d2 bílý střelec · f2 bílý pěšec · g2 bílý pěšec · h2 bílý pěšec · a1 bílý věž · d1 bílý dáma · e1 bílý král · h1 bílý věž | a8 černý věž · b8 černý jezdec · e8 černý král · f8 černý střelec · h8 černý věž · a7 černý pěšec · b7 černý pěšec · f7 černý pěšec · g7 černý pěšec · h7 černý pěšec · c6 černý pěšec · e6 černý pěšec · f6 černý jezdec · a5 černý dáma · f5 černý střelec · c4 bílý střelec · d4 bílý pěšec · c3 bílý jezdec · f3 bílý jezdec · a2 bílý pěšec · b2 bílý pěšec · c2 bílý pěšec · d2 bílý střelec · f2 bílý pěšec · g2 bílý pěšec · h2 bílý pěšec · a1 bílý věž · d1 bílý dáma · e1 bílý král · h1 bílý věž | a8 černý věž · b8 černý jezdec · e8 černý král · f8 černý střelec · h8 černý věž · a7 černý pěšec · b7 černý pěšec · f7 černý pěšec · g7 černý pěšec · h7 černý pěšec · c6 černý pěšec · e6 černý pěšec · f6 černý jezdec · a5 černý dáma · f5 černý střelec · c4 bílý střelec · d4 bílý pěšec · c3 bílý jezdec · f3 bílý jezdec · a2 bílý pěšec · b2 bílý pěšec · c2 bílý pěšec · d2 bílý střelec · f2 bílý pěšec · g2 bílý pěšec · h2 bílý pěšec · a1 bílý věž · d1 bílý dáma · e1 bílý král · h1 bílý věž | a8 černý věž · b8 černý jezdec · e8 černý král · f8 černý střelec · h8 černý věž · a7 černý pěšec · b7 černý pěšec · f7 černý pěšec · g7 černý pěšec · h7 černý pěšec · c6 černý pěšec · e6 černý pěšec · f6 černý jezdec · a5 černý dáma · f5 černý střelec · c4 bílý střelec · d4 bílý pěšec · c3 bílý jezdec · f3 bílý jezdec · a2 bílý pěšec · b2 bílý pěšec · c2 bílý pěšec · d2 bílý střelec · f2 bílý pěšec · g2 bílý pěšec · h2 bílý pěšec · a1 bílý věž · d1 bílý dáma · e1 bílý král · h1 bílý věž | a8 černý věž · b8 černý jezdec · e8 černý král · f8 černý střelec · h8 černý věž · a7 černý pěšec · b7 černý pěšec · f7 černý pěšec · g7 černý pěšec · h7 černý pěšec · c6 černý pěšec · e6 černý pěšec · f6 černý jezdec · a5 černý dáma · f5 černý střelec · c4 bílý střelec · d4 bílý pěšec · c3 bílý jezdec · f3 bílý jezdec · a2 bílý pěšec · b2 bílý pěšec · c2 bílý pěšec · d2 bílý střelec · f2 bílý pěšec · g2 bílý pěšec · h2 bílý pěšec · a1 bílý věž · d1 bílý dáma · e1 bílý král · h1 bílý věž | a8 černý věž · b8 černý jezdec · e8 černý král · f8 černý střelec · h8 černý věž · a7 černý pěšec · b7 černý pěšec · f7 černý pěšec · g7 černý pěšec · h7 černý pěšec · c6 černý pěšec · e6 černý pěšec · f6 černý jezdec · a5 černý dáma · f5 černý střelec · c4 bílý střelec · d4 bílý pěšec · c3 bílý jezdec · f3 bílý jezdec · a2 bílý pěšec · b2 bílý pěšec · c2 bílý pěšec · d2 bílý střelec · f2 bílý pěšec · g2 bílý pěšec · h2 bílý pěšec · a1 bílý věž · d1 bílý dáma · e1 bílý král · h1 bílý věž | a8 černý věž · b8 černý jezdec · e8 černý král · f8 černý střelec · h8 černý věž · a7 černý pěšec · b7 černý pěšec · f7 černý pěšec · g7 černý pěšec · h7 černý pěšec · c6 černý pěšec · e6 černý pěšec · f6 černý jezdec · a5 černý dáma · f5 černý střelec · c4 bílý střelec · d4 bílý pěšec · c3 bílý jezdec · f3 bílý jezdec · a2 bílý pěšec · b2 bílý pěšec · c2 bílý pěšec · d2 bílý střelec · f2 bílý pěšec · g2 bílý pěšec · h2 bílý pěšec · a1 bílý věž · d1 bílý dáma · e1 bílý král · h1 bílý věž | 8 |
| 7 | a8 černý věž · b8 černý jezdec · e8 černý král · f8 černý střelec · h8 černý věž · a7 černý pěšec · b7 černý pěšec · f7 černý pěšec · g7 černý pěšec · h7 černý pěšec · c6 černý pěšec · e6 černý pěšec · f6 černý jezdec · a5 černý dáma · f5 černý střelec · c4 bílý střelec · d4 bílý pěšec · c3 bílý jezdec · f3 bílý jezdec · a2 bílý pěšec · b2 bílý pěšec · c2 bílý pěšec · d2 bílý střelec · f2 bílý pěšec · g2 bílý pěšec · h2 bílý pěšec · a1 bílý věž · d1 bílý dáma · e1 bílý král · h1 bílý věž | a8 černý věž · b8 černý jezdec · e8 černý král · f8 černý střelec · h8 černý věž · a7 černý pěšec · b7 černý pěšec · f7 černý pěšec · g7 černý pěšec · h7 černý pěšec · c6 černý pěšec · e6 černý pěšec · f6 černý jezdec · a5 černý dáma · f5 černý střelec · c4 bílý střelec · d4 bílý pěšec · c3 bílý jezdec · f3 bílý jezdec · a2 bílý pěšec · b2 bílý pěšec · c2 bílý pěšec · d2 bílý střelec · f2 bílý pěšec · g2 bílý pěšec · h2 bílý pěšec · a1 bílý věž · d1 bílý dáma · e1 bílý král · h1 bílý věž | a8 černý věž · b8 černý jezdec · e8 černý král · f8 černý střelec · h8 černý věž · a7 černý pěšec · b7 černý pěšec · f7 černý pěšec · g7 černý pěšec · h7 černý pěšec · c6 černý pěšec · e6 černý pěšec · f6 černý jezdec · a5 černý dáma · f5 černý střelec · c4 bílý střelec · d4 bílý pěšec · c3 bílý jezdec · f3 bílý jezdec · a2 bílý pěšec · b2 bílý pěšec · c2 bílý pěšec · d2 bílý střelec · f2 bílý pěšec · g2 bílý pěšec · h2 bílý pěšec · a1 bílý věž · d1 bílý dáma · e1 bílý král · h1 bílý věž | a8 černý věž · b8 černý jezdec · e8 černý král · f8 černý střelec · h8 černý věž · a7 černý pěšec · b7 černý pěšec · f7 černý pěšec · g7 černý pěšec · h7 černý pěšec · c6 černý pěšec · e6 černý pěšec · f6 černý jezdec · a5 černý dáma · f5 černý střelec · c4 bílý střelec · d4 bílý pěšec · c3 bílý jezdec · f3 bílý jezdec · a2 bílý pěšec · b2 bílý pěšec · c2 bílý pěšec · d2 bílý střelec · f2 bílý pěšec · g2 bílý pěšec · h2 bílý pěšec · a1 bílý věž · d1 bílý dáma · e1 bílý král · h1 bílý věž | a8 černý věž · b8 černý jezdec · e8 černý král · f8 černý střelec · h8 černý věž · a7 černý pěšec · b7 černý pěšec · f7 černý pěšec · g7 černý pěšec · h7 černý pěšec · c6 černý pěšec · e6 černý pěšec · f6 černý jezdec · a5 černý dáma · f5 černý střelec · c4 bílý střelec · d4 bílý pěšec · c3 bílý jezdec · f3 bílý jezdec · a2 bílý pěšec · b2 bílý pěšec · c2 bílý pěšec · d2 bílý střelec · f2 bílý pěšec · g2 bílý pěšec · h2 bílý pěšec · a1 bílý věž · d1 bílý dáma · e1 bílý král · h1 bílý věž | a8 černý věž · b8 černý jezdec · e8 černý král · f8 černý střelec · h8 černý věž · a7 černý pěšec · b7 černý pěšec · f7 černý pěšec · g7 černý pěšec · h7 černý pěšec · c6 černý pěšec · e6 černý pěšec · f6 černý jezdec · a5 černý dáma · f5 černý střelec · c4 bílý střelec · d4 bílý pěšec · c3 bílý jezdec · f3 bílý jezdec · a2 bílý pěšec · b2 bílý pěšec · c2 bílý pěšec · d2 bílý střelec · f2 bílý pěšec · g2 bílý pěšec · h2 bílý pěšec · a1 bílý věž · d1 bílý dáma · e1 bílý král · h1 bílý věž | a8 černý věž · b8 černý jezdec · e8 černý král · f8 černý střelec · h8 černý věž · a7 černý pěšec · b7 černý pěšec · f7 černý pěšec · g7 černý pěšec · h7 černý pěšec · c6 černý pěšec · e6 černý pěšec · f6 černý jezdec · a5 černý dáma · f5 černý střelec · c4 bílý střelec · d4 bílý pěšec · c3 bílý jezdec · f3 bílý jezdec · a2 bílý pěšec · b2 bílý pěšec · c2 bílý pěšec · d2 bílý střelec · f2 bílý pěšec · g2 bílý pěšec · h2 bílý pěšec · a1 bílý věž · d1 bílý dáma · e1 bílý král · h1 bílý věž | a8 černý věž · b8 černý jezdec · e8 černý král · f8 černý střelec · h8 černý věž · a7 černý pěšec · b7 černý pěšec · f7 černý pěšec · g7 černý pěšec · h7 černý pěšec · c6 černý pěšec · e6 černý pěšec · f6 černý jezdec · a5 černý dáma · f5 černý střelec · c4 bílý střelec · d4 bílý pěšec · c3 bílý jezdec · f3 bílý jezdec · a2 bílý pěšec · b2 bílý pěšec · c2 bílý pěšec · d2 bílý střelec · f2 bílý pěšec · g2 bílý pěšec · h2 bílý pěšec · a1 bílý věž · d1 bílý dáma · e1 bílý král · h1 bílý věž | 7 |
| 6 | a8 černý věž · b8 černý jezdec · e8 černý král · f8 černý střelec · h8 černý věž · a7 černý pěšec · b7 černý pěšec · f7 černý pěšec · g7 černý pěšec · h7 černý pěšec · c6 černý pěšec · e6 černý pěšec · f6 černý jezdec · a5 černý dáma · f5 černý střelec · c4 bílý střelec · d4 bílý pěšec · c3 bílý jezdec · f3 bílý jezdec · a2 bílý pěšec · b2 bílý pěšec · c2 bílý pěšec · d2 bílý střelec · f2 bílý pěšec · g2 bílý pěšec · h2 bílý pěšec · a1 bílý věž · d1 bílý dáma · e1 bílý král · h1 bílý věž | a8 černý věž · b8 černý jezdec · e8 černý král · f8 černý střelec · h8 černý věž · a7 černý pěšec · b7 černý pěšec · f7 černý pěšec · g7 černý pěšec · h7 černý pěšec · c6 černý pěšec · e6 černý pěšec · f6 černý jezdec · a5 černý dáma · f5 černý střelec · c4 bílý střelec · d4 bílý pěšec · c3 bílý jezdec · f3 bílý jezdec · a2 bílý pěšec · b2 bílý pěšec · c2 bílý pěšec · d2 bílý střelec · f2 bílý pěšec · g2 bílý pěšec · h2 bílý pěšec · a1 bílý věž · d1 bílý dáma · e1 bílý král · h1 bílý věž | a8 černý věž · b8 černý jezdec · e8 černý král · f8 černý střelec · h8 černý věž · a7 černý pěšec · b7 černý pěšec · f7 černý pěšec · g7 černý pěšec · h7 černý pěšec · c6 černý pěšec · e6 černý pěšec · f6 černý jezdec · a5 černý dáma · f5 černý střelec · c4 bílý střelec · d4 bílý pěšec · c3 bílý jezdec · f3 bílý jezdec · a2 bílý pěšec · b2 bílý pěšec · c2 bílý pěšec · d2 bílý střelec · f2 bílý pěšec · g2 bílý pěšec · h2 bílý pěšec · a1 bílý věž · d1 bílý dáma · e1 bílý král · h1 bílý věž | a8 černý věž · b8 černý jezdec · e8 černý král · f8 černý střelec · h8 černý věž · a7 černý pěšec · b7 černý pěšec · f7 černý pěšec · g7 černý pěšec · h7 černý pěšec · c6 černý pěšec · e6 černý pěšec · f6 černý jezdec · a5 černý dáma · f5 černý střelec · c4 bílý střelec · d4 bílý pěšec · c3 bílý jezdec · f3 bílý jezdec · a2 bílý pěšec · b2 bílý pěšec · c2 bílý pěšec · d2 bílý střelec · f2 bílý pěšec · g2 bílý pěšec · h2 bílý pěšec · a1 bílý věž · d1 bílý dáma · e1 bílý král · h1 bílý věž | a8 černý věž · b8 černý jezdec · e8 černý král · f8 černý střelec · h8 černý věž · a7 černý pěšec · b7 černý pěšec · f7 černý pěšec · g7 černý pěšec · h7 černý pěšec · c6 černý pěšec · e6 černý pěšec · f6 černý jezdec · a5 černý dáma · f5 černý střelec · c4 bílý střelec · d4 bílý pěšec · c3 bílý jezdec · f3 bílý jezdec · a2 bílý pěšec · b2 bílý pěšec · c2 bílý pěšec · d2 bílý střelec · f2 bílý pěšec · g2 bílý pěšec · h2 bílý pěšec · a1 bílý věž · d1 bílý dáma · e1 bílý král · h1 bílý věž | a8 černý věž · b8 černý jezdec · e8 černý král · f8 černý střelec · h8 černý věž · a7 černý pěšec · b7 černý pěšec · f7 černý pěšec · g7 černý pěšec · h7 černý pěšec · c6 černý pěšec · e6 černý pěšec · f6 černý jezdec · a5 černý dáma · f5 černý střelec · c4 bílý střelec · d4 bílý pěšec · c3 bílý jezdec · f3 bílý jezdec · a2 bílý pěšec · b2 bílý pěšec · c2 bílý pěšec · d2 bílý střelec · f2 bílý pěšec · g2 bílý pěšec · h2 bílý pěšec · a1 bílý věž · d1 bílý dáma · e1 bílý král · h1 bílý věž | a8 černý věž · b8 černý jezdec · e8 černý král · f8 černý střelec · h8 černý věž · a7 černý pěšec · b7 černý pěšec · f7 černý pěšec · g7 černý pěšec · h7 černý pěšec · c6 černý pěšec · e6 černý pěšec · f6 černý jezdec · a5 černý dáma · f5 černý střelec · c4 bílý střelec · d4 bílý pěšec · c3 bílý jezdec · f3 bílý jezdec · a2 bílý pěšec · b2 bílý pěšec · c2 bílý pěšec · d2 bílý střelec · f2 bílý pěšec · g2 bílý pěšec · h2 bílý pěšec · a1 bílý věž · d1 bílý dáma · e1 bílý král · h1 bílý věž | a8 černý věž · b8 černý jezdec · e8 černý král · f8 černý střelec · h8 černý věž · a7 černý pěšec · b7 černý pěšec · f7 černý pěšec · g7 černý pěšec · h7 černý pěšec · c6 černý pěšec · e6 černý pěšec · f6 černý jezdec · a5 černý dáma · f5 černý střelec · c4 bílý střelec · d4 bílý pěšec · c3 bílý jezdec · f3 bílý jezdec · a2 bílý pěšec · b2 bílý pěšec · c2 bílý pěšec · d2 bílý střelec · f2 bílý pěšec · g2 bílý pěšec · h2 bílý pěšec · a1 bílý věž · d1 bílý dáma · e1 bílý král · h1 bílý věž | 6 |
| 5 | a8 černý věž · b8 černý jezdec · e8 černý král · f8 černý střelec · h8 černý věž · a7 černý pěšec · b7 černý pěšec · f7 černý pěšec · g7 černý pěšec · h7 černý pěšec · c6 černý pěšec · e6 černý pěšec · f6 černý jezdec · a5 černý dáma · f5 černý střelec · c4 bílý střelec · d4 bílý pěšec · c3 bílý jezdec · f3 bílý jezdec · a2 bílý pěšec · b2 bílý pěšec · c2 bílý pěšec · d2 bílý střelec · f2 bílý pěšec · g2 bílý pěšec · h2 bílý pěšec · a1 bílý věž · d1 bílý dáma · e1 bílý král · h1 bílý věž | a8 černý věž · b8 černý jezdec · e8 černý král · f8 černý střelec · h8 černý věž · a7 černý pěšec · b7 černý pěšec · f7 černý pěšec · g7 černý pěšec · h7 černý pěšec · c6 černý pěšec · e6 černý pěšec · f6 černý jezdec · a5 černý dáma · f5 černý střelec · c4 bílý střelec · d4 bílý pěšec · c3 bílý jezdec · f3 bílý jezdec · a2 bílý pěšec · b2 bílý pěšec · c2 bílý pěšec · d2 bílý střelec · f2 bílý pěšec · g2 bílý pěšec · h2 bílý pěšec · a1 bílý věž · d1 bílý dáma · e1 bílý král · h1 bílý věž | a8 černý věž · b8 černý jezdec · e8 černý král · f8 černý střelec · h8 černý věž · a7 černý pěšec · b7 černý pěšec · f7 černý pěšec · g7 černý pěšec · h7 černý pěšec · c6 černý pěšec · e6 černý pěšec · f6 černý jezdec · a5 černý dáma · f5 černý střelec · c4 bílý střelec · d4 bílý pěšec · c3 bílý jezdec · f3 bílý jezdec · a2 bílý pěšec · b2 bílý pěšec · c2 bílý pěšec · d2 bílý střelec · f2 bílý pěšec · g2 bílý pěšec · h2 bílý pěšec · a1 bílý věž · d1 bílý dáma · e1 bílý král · h1 bílý věž | a8 černý věž · b8 černý jezdec · e8 černý král · f8 černý střelec · h8 černý věž · a7 černý pěšec · b7 černý pěšec · f7 černý pěšec · g7 černý pěšec · h7 černý pěšec · c6 černý pěšec · e6 černý pěšec · f6 černý jezdec · a5 černý dáma · f5 černý střelec · c4 bílý střelec · d4 bílý pěšec · c3 bílý jezdec · f3 bílý jezdec · a2 bílý pěšec · b2 bílý pěšec · c2 bílý pěšec · d2 bílý střelec · f2 bílý pěšec · g2 bílý pěšec · h2 bílý pěšec · a1 bílý věž · d1 bílý dáma · e1 bílý král · h1 bílý věž | a8 černý věž · b8 černý jezdec · e8 černý král · f8 černý střelec · h8 černý věž · a7 černý pěšec · b7 černý pěšec · f7 černý pěšec · g7 černý pěšec · h7 černý pěšec · c6 černý pěšec · e6 černý pěšec · f6 černý jezdec · a5 černý dáma · f5 černý střelec · c4 bílý střelec · d4 bílý pěšec · c3 bílý jezdec · f3 bílý jezdec · a2 bílý pěšec · b2 bílý pěšec · c2 bílý pěšec · d2 bílý střelec · f2 bílý pěšec · g2 bílý pěšec · h2 bílý pěšec · a1 bílý věž · d1 bílý dáma · e1 bílý král · h1 bílý věž | a8 černý věž · b8 černý jezdec · e8 černý král · f8 černý střelec · h8 černý věž · a7 černý pěšec · b7 černý pěšec · f7 černý pěšec · g7 černý pěšec · h7 černý pěšec · c6 černý pěšec · e6 černý pěšec · f6 černý jezdec · a5 černý dáma · f5 černý střelec · c4 bílý střelec · d4 bílý pěšec · c3 bílý jezdec · f3 bílý jezdec · a2 bílý pěšec · b2 bílý pěšec · c2 bílý pěšec · d2 bílý střelec · f2 bílý pěšec · g2 bílý pěšec · h2 bílý pěšec · a1 bílý věž · d1 bílý dáma · e1 bílý král · h1 bílý věž | a8 černý věž · b8 černý jezdec · e8 černý král · f8 černý střelec · h8 černý věž · a7 černý pěšec · b7 černý pěšec · f7 černý pěšec · g7 černý pěšec · h7 černý pěšec · c6 černý pěšec · e6 černý pěšec · f6 černý jezdec · a5 černý dáma · f5 černý střelec · c4 bílý střelec · d4 bílý pěšec · c3 bílý jezdec · f3 bílý jezdec · a2 bílý pěšec · b2 bílý pěšec · c2 bílý pěšec · d2 bílý střelec · f2 bílý pěšec · g2 bílý pěšec · h2 bílý pěšec · a1 bílý věž · d1 bílý dáma · e1 bílý král · h1 bílý věž | a8 černý věž · b8 černý jezdec · e8 černý král · f8 černý střelec · h8 černý věž · a7 černý pěšec · b7 černý pěšec · f7 černý pěšec · g7 černý pěšec · h7 černý pěšec · c6 černý pěšec · e6 černý pěšec · f6 černý jezdec · a5 černý dáma · f5 černý střelec · c4 bílý střelec · d4 bílý pěšec · c3 bílý jezdec · f3 bílý jezdec · a2 bílý pěšec · b2 bílý pěšec · c2 bílý pěšec · d2 bílý střelec · f2 bílý pěšec · g2 bílý pěšec · h2 bílý pěšec · a1 bílý věž · d1 bílý dáma · e1 bílý král · h1 bílý věž | 5 |
| 4 | a8 černý věž · b8 černý jezdec · e8 černý král · f8 černý střelec · h8 černý věž · a7 černý pěšec · b7 černý pěšec · f7 černý pěšec · g7 černý pěšec · h7 černý pěšec · c6 černý pěšec · e6 černý pěšec · f6 černý jezdec · a5 černý dáma · f5 černý střelec · c4 bílý střelec · d4 bílý pěšec · c3 bílý jezdec · f3 bílý jezdec · a2 bílý pěšec · b2 bílý pěšec · c2 bílý pěšec · d2 bílý střelec · f2 bílý pěšec · g2 bílý pěšec · h2 bílý pěšec · a1 bílý věž · d1 bílý dáma · e1 bílý král · h1 bílý věž | a8 černý věž · b8 černý jezdec · e8 černý král · f8 černý střelec · h8 černý věž · a7 černý pěšec · b7 černý pěšec · f7 černý pěšec · g7 černý pěšec · h7 černý pěšec · c6 černý pěšec · e6 černý pěšec · f6 černý jezdec · a5 černý dáma · f5 černý střelec · c4 bílý střelec · d4 bílý pěšec · c3 bílý jezdec · f3 bílý jezdec · a2 bílý pěšec · b2 bílý pěšec · c2 bílý pěšec · d2 bílý střelec · f2 bílý pěšec · g2 bílý pěšec · h2 bílý pěšec · a1 bílý věž · d1 bílý dáma · e1 bílý král · h1 bílý věž | a8 černý věž · b8 černý jezdec · e8 černý král · f8 černý střelec · h8 černý věž · a7 černý pěšec · b7 černý pěšec · f7 černý pěšec · g7 černý pěšec · h7 černý pěšec · c6 černý pěšec · e6 černý pěšec · f6 černý jezdec · a5 černý dáma · f5 černý střelec · c4 bílý střelec · d4 bílý pěšec · c3 bílý jezdec · f3 bílý jezdec · a2 bílý pěšec · b2 bílý pěšec · c2 bílý pěšec · d2 bílý střelec · f2 bílý pěšec · g2 bílý pěšec · h2 bílý pěšec · a1 bílý věž · d1 bílý dáma · e1 bílý král · h1 bílý věž | a8 černý věž · b8 černý jezdec · e8 černý král · f8 černý střelec · h8 černý věž · a7 černý pěšec · b7 černý pěšec · f7 černý pěšec · g7 černý pěšec · h7 černý pěšec · c6 černý pěšec · e6 černý pěšec · f6 černý jezdec · a5 černý dáma · f5 černý střelec · c4 bílý střelec · d4 bílý pěšec · c3 bílý jezdec · f3 bílý jezdec · a2 bílý pěšec · b2 bílý pěšec · c2 bílý pěšec · d2 bílý střelec · f2 bílý pěšec · g2 bílý pěšec · h2 bílý pěšec · a1 bílý věž · d1 bílý dáma · e1 bílý král · h1 bílý věž | a8 černý věž · b8 černý jezdec · e8 černý král · f8 černý střelec · h8 černý věž · a7 černý pěšec · b7 černý pěšec · f7 černý pěšec · g7 černý pěšec · h7 černý pěšec · c6 černý pěšec · e6 černý pěšec · f6 černý jezdec · a5 černý dáma · f5 černý střelec · c4 bílý střelec · d4 bílý pěšec · c3 bílý jezdec · f3 bílý jezdec · a2 bílý pěšec · b2 bílý pěšec · c2 bílý pěšec · d2 bílý střelec · f2 bílý pěšec · g2 bílý pěšec · h2 bílý pěšec · a1 bílý věž · d1 bílý dáma · e1 bílý král · h1 bílý věž | a8 černý věž · b8 černý jezdec · e8 černý král · f8 černý střelec · h8 černý věž · a7 černý pěšec · b7 černý pěšec · f7 černý pěšec · g7 černý pěšec · h7 černý pěšec · c6 černý pěšec · e6 černý pěšec · f6 černý jezdec · a5 černý dáma · f5 černý střelec · c4 bílý střelec · d4 bílý pěšec · c3 bílý jezdec · f3 bílý jezdec · a2 bílý pěšec · b2 bílý pěšec · c2 bílý pěšec · d2 bílý střelec · f2 bílý pěšec · g2 bílý pěšec · h2 bílý pěšec · a1 bílý věž · d1 bílý dáma · e1 bílý král · h1 bílý věž | a8 černý věž · b8 černý jezdec · e8 černý král · f8 černý střelec · h8 černý věž · a7 černý pěšec · b7 černý pěšec · f7 černý pěšec · g7 černý pěšec · h7 černý pěšec · c6 černý pěšec · e6 černý pěšec · f6 černý jezdec · a5 černý dáma · f5 černý střelec · c4 bílý střelec · d4 bílý pěšec · c3 bílý jezdec · f3 bílý jezdec · a2 bílý pěšec · b2 bílý pěšec · c2 bílý pěšec · d2 bílý střelec · f2 bílý pěšec · g2 bílý pěšec · h2 bílý pěšec · a1 bílý věž · d1 bílý dáma · e1 bílý král · h1 bílý věž | a8 černý věž · b8 černý jezdec · e8 černý král · f8 černý střelec · h8 černý věž · a7 černý pěšec · b7 černý pěšec · f7 černý pěšec · g7 černý pěšec · h7 černý pěšec · c6 černý pěšec · e6 černý pěšec · f6 černý jezdec · a5 černý dáma · f5 černý střelec · c4 bílý střelec · d4 bílý pěšec · c3 bílý jezdec · f3 bílý jezdec · a2 bílý pěšec · b2 bílý pěšec · c2 bílý pěšec · d2 bílý střelec · f2 bílý pěšec · g2 bílý pěšec · h2 bílý pěšec · a1 bílý věž · d1 bílý dáma · e1 bílý král · h1 bílý věž | 4 |
| 3 | a8 černý věž · b8 černý jezdec · e8 černý král · f8 černý střelec · h8 černý věž · a7 černý pěšec · b7 černý pěšec · f7 černý pěšec · g7 černý pěšec · h7 černý pěšec · c6 černý pěšec · e6 černý pěšec · f6 černý jezdec · a5 černý dáma · f5 černý střelec · c4 bílý střelec · d4 bílý pěšec · c3 bílý jezdec · f3 bílý jezdec · a2 bílý pěšec · b2 bílý pěšec · c2 bílý pěšec · d2 bílý střelec · f2 bílý pěšec · g2 bílý pěšec · h2 bílý pěšec · a1 bílý věž · d1 bílý dáma · e1 bílý král · h1 bílý věž | a8 černý věž · b8 černý jezdec · e8 černý král · f8 černý střelec · h8 černý věž · a7 černý pěšec · b7 černý pěšec · f7 černý pěšec · g7 černý pěšec · h7 černý pěšec · c6 černý pěšec · e6 černý pěšec · f6 černý jezdec · a5 černý dáma · f5 černý střelec · c4 bílý střelec · d4 bílý pěšec · c3 bílý jezdec · f3 bílý jezdec · a2 bílý pěšec · b2 bílý pěšec · c2 bílý pěšec · d2 bílý střelec · f2 bílý pěšec · g2 bílý pěšec · h2 bílý pěšec · a1 bílý věž · d1 bílý dáma · e1 bílý král · h1 bílý věž | a8 černý věž · b8 černý jezdec · e8 černý král · f8 černý střelec · h8 černý věž · a7 černý pěšec · b7 černý pěšec · f7 černý pěšec · g7 černý pěšec · h7 černý pěšec · c6 černý pěšec · e6 černý pěšec · f6 černý jezdec · a5 černý dáma · f5 černý střelec · c4 bílý střelec · d4 bílý pěšec · c3 bílý jezdec · f3 bílý jezdec · a2 bílý pěšec · b2 bílý pěšec · c2 bílý pěšec · d2 bílý střelec · f2 bílý pěšec · g2 bílý pěšec · h2 bílý pěšec · a1 bílý věž · d1 bílý dáma · e1 bílý král · h1 bílý věž | a8 černý věž · b8 černý jezdec · e8 černý král · f8 černý střelec · h8 černý věž · a7 černý pěšec · b7 černý pěšec · f7 černý pěšec · g7 černý pěšec · h7 černý pěšec · c6 černý pěšec · e6 černý pěšec · f6 černý jezdec · a5 černý dáma · f5 černý střelec · c4 bílý střelec · d4 bílý pěšec · c3 bílý jezdec · f3 bílý jezdec · a2 bílý pěšec · b2 bílý pěšec · c2 bílý pěšec · d2 bílý střelec · f2 bílý pěšec · g2 bílý pěšec · h2 bílý pěšec · a1 bílý věž · d1 bílý dáma · e1 bílý král · h1 bílý věž | a8 černý věž · b8 černý jezdec · e8 černý král · f8 černý střelec · h8 černý věž · a7 černý pěšec · b7 černý pěšec · f7 černý pěšec · g7 černý pěšec · h7 černý pěšec · c6 černý pěšec · e6 černý pěšec · f6 černý jezdec · a5 černý dáma · f5 černý střelec · c4 bílý střelec · d4 bílý pěšec · c3 bílý jezdec · f3 bílý jezdec · a2 bílý pěšec · b2 bílý pěšec · c2 bílý pěšec · d2 bílý střelec · f2 bílý pěšec · g2 bílý pěšec · h2 bílý pěšec · a1 bílý věž · d1 bílý dáma · e1 bílý král · h1 bílý věž | a8 černý věž · b8 černý jezdec · e8 černý král · f8 černý střelec · h8 černý věž · a7 černý pěšec · b7 černý pěšec · f7 černý pěšec · g7 černý pěšec · h7 černý pěšec · c6 černý pěšec · e6 černý pěšec · f6 černý jezdec · a5 černý dáma · f5 černý střelec · c4 bílý střelec · d4 bílý pěšec · c3 bílý jezdec · f3 bílý jezdec · a2 bílý pěšec · b2 bílý pěšec · c2 bílý pěšec · d2 bílý střelec · f2 bílý pěšec · g2 bílý pěšec · h2 bílý pěšec · a1 bílý věž · d1 bílý dáma · e1 bílý král · h1 bílý věž | a8 černý věž · b8 černý jezdec · e8 černý král · f8 černý střelec · h8 černý věž · a7 černý pěšec · b7 černý pěšec · f7 černý pěšec · g7 černý pěšec · h7 černý pěšec · c6 černý pěšec · e6 černý pěšec · f6 černý jezdec · a5 černý dáma · f5 černý střelec · c4 bílý střelec · d4 bílý pěšec · c3 bílý jezdec · f3 bílý jezdec · a2 bílý pěšec · b2 bílý pěšec · c2 bílý pěšec · d2 bílý střelec · f2 bílý pěšec · g2 bílý pěšec · h2 bílý pěšec · a1 bílý věž · d1 bílý dáma · e1 bílý král · h1 bílý věž | a8 černý věž · b8 černý jezdec · e8 černý král · f8 černý střelec · h8 černý věž · a7 černý pěšec · b7 černý pěšec · f7 černý pěšec · g7 černý pěšec · h7 černý pěšec · c6 černý pěšec · e6 černý pěšec · f6 černý jezdec · a5 černý dáma · f5 černý střelec · c4 bílý střelec · d4 bílý pěšec · c3 bílý jezdec · f3 bílý jezdec · a2 bílý pěšec · b2 bílý pěšec · c2 bílý pěšec · d2 bílý střelec · f2 bílý pěšec · g2 bílý pěšec · h2 bílý pěšec · a1 bílý věž · d1 bílý dáma · e1 bílý král · h1 bílý věž | 3 |
| 2 | a8 černý věž · b8 černý jezdec · e8 černý král · f8 černý střelec · h8 černý věž · a7 černý pěšec · b7 černý pěšec · f7 černý pěšec · g7 černý pěšec · h7 černý pěšec · c6 černý pěšec · e6 černý pěšec · f6 černý jezdec · a5 černý dáma · f5 černý střelec · c4 bílý střelec · d4 bílý pěšec · c3 bílý jezdec · f3 bílý jezdec · a2 bílý pěšec · b2 bílý pěšec · c2 bílý pěšec · d2 bílý střelec · f2 bílý pěšec · g2 bílý pěšec · h2 bílý pěšec · a1 bílý věž · d1 bílý dáma · e1 bílý král · h1 bílý věž | a8 černý věž · b8 černý jezdec · e8 černý král · f8 černý střelec · h8 černý věž · a7 černý pěšec · b7 černý pěšec · f7 černý pěšec · g7 černý pěšec · h7 černý pěšec · c6 černý pěšec · e6 černý pěšec · f6 černý jezdec · a5 černý dáma · f5 černý střelec · c4 bílý střelec · d4 bílý pěšec · c3 bílý jezdec · f3 bílý jezdec · a2 bílý pěšec · b2 bílý pěšec · c2 bílý pěšec · d2 bílý střelec · f2 bílý pěšec · g2 bílý pěšec · h2 bílý pěšec · a1 bílý věž · d1 bílý dáma · e1 bílý král · h1 bílý věž | a8 černý věž · b8 černý jezdec · e8 černý král · f8 černý střelec · h8 černý věž · a7 černý pěšec · b7 černý pěšec · f7 černý pěšec · g7 černý pěšec · h7 černý pěšec · c6 černý pěšec · e6 černý pěšec · f6 černý jezdec · a5 černý dáma · f5 černý střelec · c4 bílý střelec · d4 bílý pěšec · c3 bílý jezdec · f3 bílý jezdec · a2 bílý pěšec · b2 bílý pěšec · c2 bílý pěšec · d2 bílý střelec · f2 bílý pěšec · g2 bílý pěšec · h2 bílý pěšec · a1 bílý věž · d1 bílý dáma · e1 bílý král · h1 bílý věž | a8 černý věž · b8 černý jezdec · e8 černý král · f8 černý střelec · h8 černý věž · a7 černý pěšec · b7 černý pěšec · f7 černý pěšec · g7 černý pěšec · h7 černý pěšec · c6 černý pěšec · e6 černý pěšec · f6 černý jezdec · a5 černý dáma · f5 černý střelec · c4 bílý střelec · d4 bílý pěšec · c3 bílý jezdec · f3 bílý jezdec · a2 bílý pěšec · b2 bílý pěšec · c2 bílý pěšec · d2 bílý střelec · f2 bílý pěšec · g2 bílý pěšec · h2 bílý pěšec · a1 bílý věž · d1 bílý dáma · e1 bílý král · h1 bílý věž | a8 černý věž · b8 černý jezdec · e8 černý král · f8 černý střelec · h8 černý věž · a7 černý pěšec · b7 černý pěšec · f7 černý pěšec · g7 černý pěšec · h7 černý pěšec · c6 černý pěšec · e6 černý pěšec · f6 černý jezdec · a5 černý dáma · f5 černý střelec · c4 bílý střelec · d4 bílý pěšec · c3 bílý jezdec · f3 bílý jezdec · a2 bílý pěšec · b2 bílý pěšec · c2 bílý pěšec · d2 bílý střelec · f2 bílý pěšec · g2 bílý pěšec · h2 bílý pěšec · a1 bílý věž · d1 bílý dáma · e1 bílý král · h1 bílý věž | a8 černý věž · b8 černý jezdec · e8 černý král · f8 černý střelec · h8 černý věž · a7 černý pěšec · b7 černý pěšec · f7 černý pěšec · g7 černý pěšec · h7 černý pěšec · c6 černý pěšec · e6 černý pěšec · f6 černý jezdec · a5 černý dáma · f5 černý střelec · c4 bílý střelec · d4 bílý pěšec · c3 bílý jezdec · f3 bílý jezdec · a2 bílý pěšec · b2 bílý pěšec · c2 bílý pěšec · d2 bílý střelec · f2 bílý pěšec · g2 bílý pěšec · h2 bílý pěšec · a1 bílý věž · d1 bílý dáma · e1 bílý král · h1 bílý věž | a8 černý věž · b8 černý jezdec · e8 černý král · f8 černý střelec · h8 černý věž · a7 černý pěšec · b7 černý pěšec · f7 černý pěšec · g7 černý pěšec · h7 černý pěšec · c6 černý pěšec · e6 černý pěšec · f6 černý jezdec · a5 černý dáma · f5 černý střelec · c4 bílý střelec · d4 bílý pěšec · c3 bílý jezdec · f3 bílý jezdec · a2 bílý pěšec · b2 bílý pěšec · c2 bílý pěšec · d2 bílý střelec · f2 bílý pěšec · g2 bílý pěšec · h2 bílý pěšec · a1 bílý věž · d1 bílý dáma · e1 bílý král · h1 bílý věž | a8 černý věž · b8 černý jezdec · e8 černý král · f8 černý střelec · h8 černý věž · a7 černý pěšec · b7 černý pěšec · f7 černý pěšec · g7 černý pěšec · h7 černý pěšec · c6 černý pěšec · e6 černý pěšec · f6 černý jezdec · a5 černý dáma · f5 černý střelec · c4 bílý střelec · d4 bílý pěšec · c3 bílý jezdec · f3 bílý jezdec · a2 bílý pěšec · b2 bílý pěšec · c2 bílý pěšec · d2 bílý střelec · f2 bílý pěšec · g2 bílý pěšec · h2 bílý pěšec · a1 bílý věž · d1 bílý dáma · e1 bílý král · h1 bílý věž | 2 |
| 1 | a8 černý věž · b8 černý jezdec · e8 černý král · f8 černý střelec · h8 černý věž · a7 černý pěšec · b7 černý pěšec · f7 černý pěšec · g7 černý pěšec · h7 černý pěšec · c6 černý pěšec · e6 černý pěšec · f6 černý jezdec · a5 černý dáma · f5 černý střelec · c4 bílý střelec · d4 bílý pěšec · c3 bílý jezdec · f3 bílý jezdec · a2 bílý pěšec · b2 bílý pěšec · c2 bílý pěšec · d2 bílý střelec · f2 bílý pěšec · g2 bílý pěšec · h2 bílý pěšec · a1 bílý věž · d1 bílý dáma · e1 bílý král · h1 bílý věž | a8 černý věž · b8 černý jezdec · e8 černý král · f8 černý střelec · h8 černý věž · a7 černý pěšec · b7 černý pěšec · f7 černý pěšec · g7 černý pěšec · h7 černý pěšec · c6 černý pěšec · e6 černý pěšec · f6 černý jezdec · a5 černý dáma · f5 černý střelec · c4 bílý střelec · d4 bílý pěšec · c3 bílý jezdec · f3 bílý jezdec · a2 bílý pěšec · b2 bílý pěšec · c2 bílý pěšec · d2 bílý střelec · f2 bílý pěšec · g2 bílý pěšec · h2 bílý pěšec · a1 bílý věž · d1 bílý dáma · e1 bílý král · h1 bílý věž | a8 černý věž · b8 černý jezdec · e8 černý král · f8 černý střelec · h8 černý věž · a7 černý pěšec · b7 černý pěšec · f7 černý pěšec · g7 černý pěšec · h7 černý pěšec · c6 černý pěšec · e6 černý pěšec · f6 černý jezdec · a5 černý dáma · f5 černý střelec · c4 bílý střelec · d4 bílý pěšec · c3 bílý jezdec · f3 bílý jezdec · a2 bílý pěšec · b2 bílý pěšec · c2 bílý pěšec · d2 bílý střelec · f2 bílý pěšec · g2 bílý pěšec · h2 bílý pěšec · a1 bílý věž · d1 bílý dáma · e1 bílý král · h1 bílý věž | a8 černý věž · b8 černý jezdec · e8 černý král · f8 černý střelec · h8 černý věž · a7 černý pěšec · b7 černý pěšec · f7 černý pěšec · g7 černý pěšec · h7 černý pěšec · c6 černý pěšec · e6 černý pěšec · f6 černý jezdec · a5 černý dáma · f5 černý střelec · c4 bílý střelec · d4 bílý pěšec · c3 bílý jezdec · f3 bílý jezdec · a2 bílý pěšec · b2 bílý pěšec · c2 bílý pěšec · d2 bílý střelec · f2 bílý pěšec · g2 bílý pěšec · h2 bílý pěšec · a1 bílý věž · d1 bílý dáma · e1 bílý král · h1 bílý věž | a8 černý věž · b8 černý jezdec · e8 černý král · f8 černý střelec · h8 černý věž · a7 černý pěšec · b7 černý pěšec · f7 černý pěšec · g7 černý pěšec · h7 černý pěšec · c6 černý pěšec · e6 černý pěšec · f6 černý jezdec · a5 černý dáma · f5 černý střelec · c4 bílý střelec · d4 bílý pěšec · c3 bílý jezdec · f3 bílý jezdec · a2 bílý pěšec · b2 bílý pěšec · c2 bílý pěšec · d2 bílý střelec · f2 bílý pěšec · g2 bílý pěšec · h2 bílý pěšec · a1 bílý věž · d1 bílý dáma · e1 bílý král · h1 bílý věž | a8 černý věž · b8 černý jezdec · e8 černý král · f8 černý střelec · h8 černý věž · a7 černý pěšec · b7 černý pěšec · f7 černý pěšec · g7 černý pěšec · h7 černý pěšec · c6 černý pěšec · e6 černý pěšec · f6 černý jezdec · a5 černý dáma · f5 černý střelec · c4 bílý střelec · d4 bílý pěšec · c3 bílý jezdec · f3 bílý jezdec · a2 bílý pěšec · b2 bílý pěšec · c2 bílý pěšec · d2 bílý střelec · f2 bílý pěšec · g2 bílý pěšec · h2 bílý pěšec · a1 bílý věž · d1 bílý dáma · e1 bílý král · h1 bílý věž | a8 černý věž · b8 černý jezdec · e8 černý král · f8 černý střelec · h8 černý věž · a7 černý pěšec · b7 černý pěšec · f7 černý pěšec · g7 černý pěšec · h7 černý pěšec · c6 černý pěšec · e6 černý pěšec · f6 černý jezdec · a5 černý dáma · f5 černý střelec · c4 bílý střelec · d4 bílý pěšec · c3 bílý jezdec · f3 bílý jezdec · a2 bílý pěšec · b2 bílý pěšec · c2 bílý pěšec · d2 bílý střelec · f2 bílý pěšec · g2 bílý pěšec · h2 bílý pěšec · a1 bílý věž · d1 bílý dáma · e1 bílý král · h1 bílý věž | a8 černý věž · b8 černý jezdec · e8 černý král · f8 černý střelec · h8 černý věž · a7 černý pěšec · b7 černý pěšec · f7 černý pěšec · g7 černý pěšec · h7 černý pěšec · c6 černý pěšec · e6 černý pěšec · f6 černý jezdec · a5 černý dáma · f5 černý střelec · c4 bílý střelec · d4 bílý pěšec · c3 bílý jezdec · f3 bílý jezdec · a2 bílý pěšec · b2 bílý pěšec · c2 bílý pěšec · d2 bílý střelec · f2 bílý pěšec · g2 bílý pěšec · h2 bílý pěšec · a1 bílý věž · d1 bílý dáma · e1 bílý král · h1 bílý věž | 1 |
|   | a | b | c | d | e | f | g | h |   |

- 5...Sf5 vede s přehozením tahů k variantě 5...c6

6.Sc4
- 6.Je5 hrál Kasparov proti Anandovi

6... Sf5!
- 6...Sg4

7.Sd2
- 7.Je5

7...e6 8.De2
- 8.Je4 Dc7
- 8.Jd5 Dd8 9.Jxf6 gxf6 nebo 9...Dxf6

8...Sb4 9.0-0-0 Jbd7 bílý zde má menší prostorovou převahu, ale černý má pevnou pozici bez slabin